# 唐津市

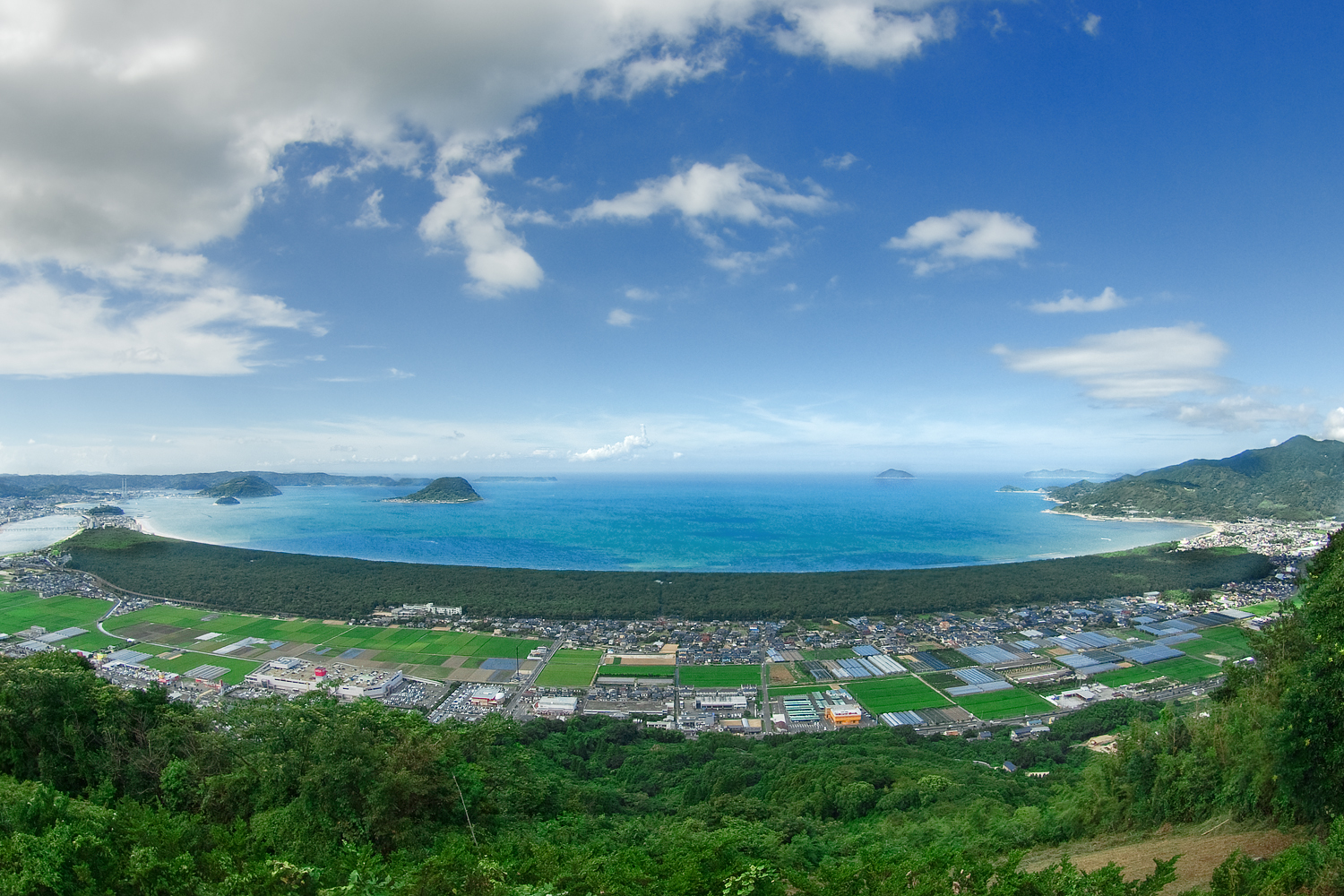
虹の松原（国の特別名勝）

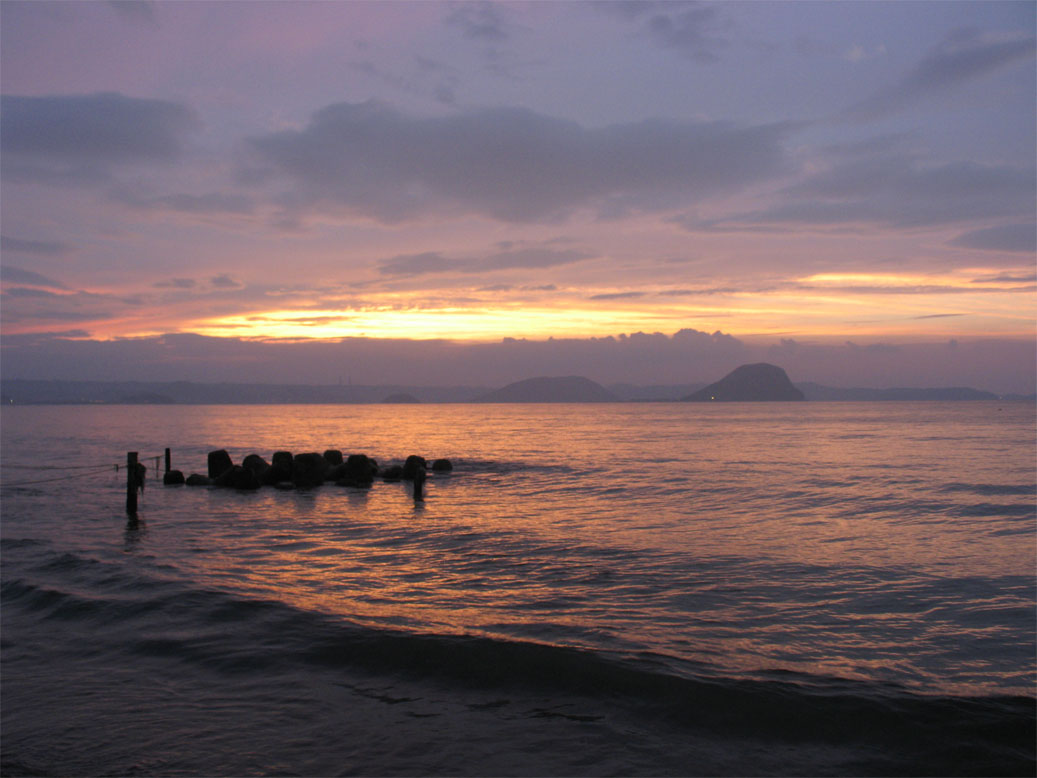
浜玉町の海岸（玄海国定公園）

唐津市（からつし）は、佐賀県の北西に位置し玄界灘に面する市。北部地域の中心都市として栄え、佐賀県内では、佐賀市に次いで第二位の市域人口を有する。

## 概要
旧肥前国 東松浦郡。中心市街地は唐津藩の城下町が前身。唐津神社の秋季例大祭である唐津くんちや特別名勝の虹の松原、呼子朝市などで有名で、広大な面積に多数の観光資源を有する。また、伝統工芸品である唐津焼の産地でもある。
2005年（平成17年）に平成の大合併で、唐津市（旧）と、周辺の東松浦郡の呼子町・鎮西町・肥前町・相知町・厳木町・浜玉町の6つの町と、北波多村の1ヵ村が新設合併して新たに唐津市となった。また、2006年（平成18年）に七山村を編入した。
経済圏である唐津都市圏は唐津市及び玄海町で約11万人強の人口を擁しており大部分を唐津市が占めるが、近隣の福岡都市圏、佐賀都市圏方面に通勤・通学する市民も多い（旧浜玉町域は福岡都市圏の5 %通勤通学圏、旧厳木町域は佐賀都市圏の10 %通勤通学圏である）。

## 地理

### 地形
市域は松浦川・玉島川による平野部（唐津平野）と、上場（うわば）と呼ばれる丘陵性の玄武岩台地からなり、東は背振山地、西は伊万里湾、南は杵島山地、北は玄界灘（唐津湾）に面し、唐津湾には松浦川が注ぐ。また北西部の海岸はリアス式で出入りに富み、その地理的特徴からこの地域は古代から大陸方面の海上交通の拠点となった。
地球上における唐津市の位置として特筆すべきことは、東経130度経線が、唐津市の区域のほぼ中心を貫いていることである。このため、西九州自動車道の唐津ICの本線上に、東経130度が通過していることを示す標識が建てられている。

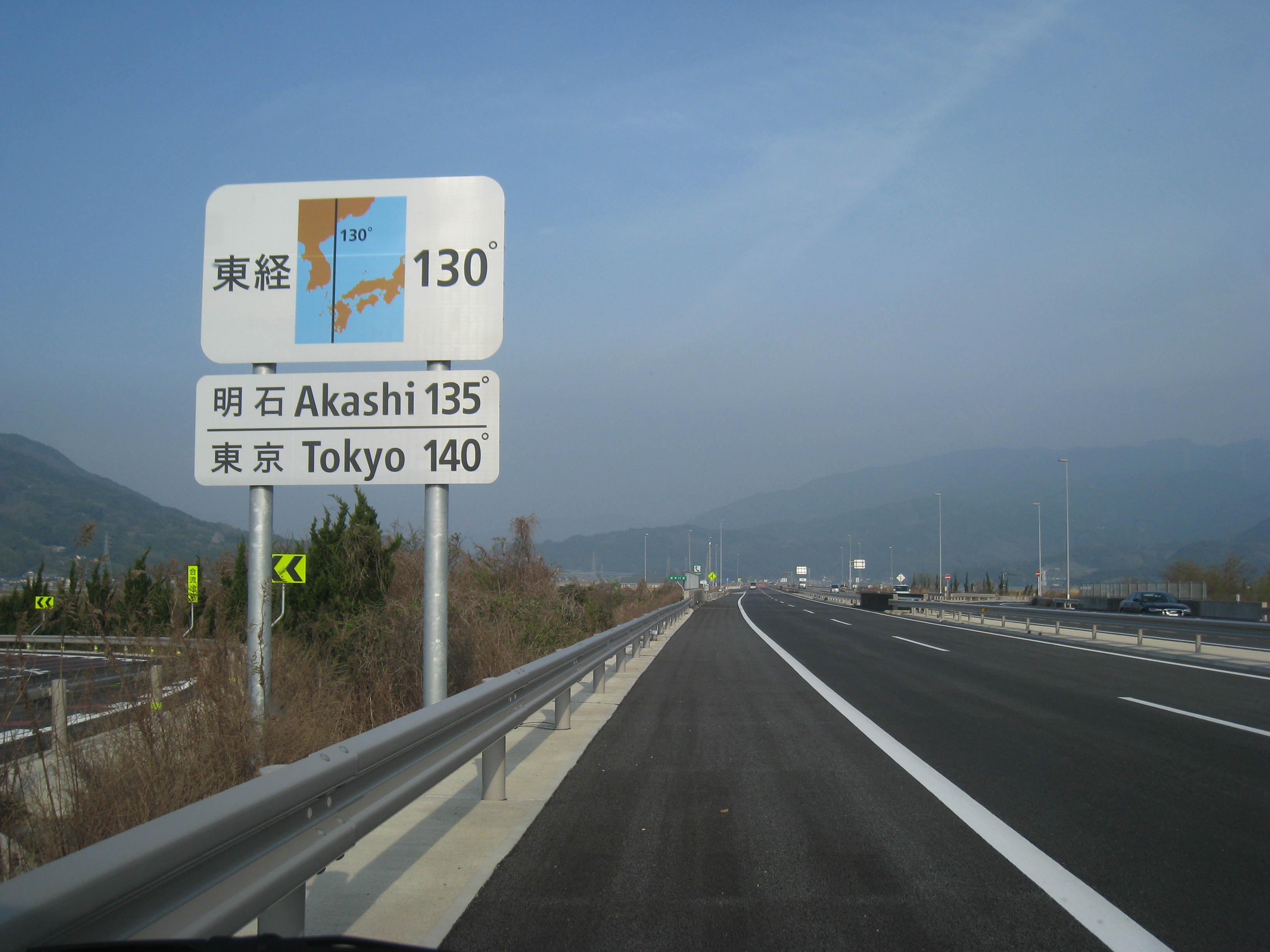
西九州自動車道唐津ICにおける東経130度線標識

西は松浦川河口部付近から東の浜崎駅付近まで広がるクロマツの林は虹の松原と呼ばれ、景勝地ならびに唐津の象徴のひとつとして親しまれている。鏡山の展望台からは虹の松原および唐津市街が一望できる。東松浦半島から松浦川河口付近一帯は玄海国定公園に指定されている。
平野部では江戸時代初期に大規模な治水事業が行われ、ほぼ現在の地形となった。
佐賀市、多久市、伊万里市、長崎県松浦市、福岡県糸島市などと境界を接する。
- 山：鏡山、三方山、作礼山、椿山、十坊山、衣干山、城山、野高山、石高山、霧差山、岸岳、陣ノ山、日ノ高地山、天山、女山、八幡岳
- 河川：松浦川、徳須恵川、厳木川、町田川、佐志川、半田川、玉島川
- 主な島嶼 - 玄界灘に面しており東松浦半島の沖合を中心に多数の有人島がある。
  - 高島 - 市中心部の北側の沖合に位置する有人島。
  - 鳥島 - 高島と本土の中間に位置する無人島。
  - 神集島 - 東松浦半島北東部の湊地区の沖合に位置する有人島。
  - 加部島 - 東松浦半島北部の呼子町域の沖合に位置する有人島。本土と呼子大橋で結ばれている。
  - 小川島 - 加部島の北東に位置する有人島。
  - 加唐島 - 加部島の北西に位置する有人島。
  - 松島 - 加唐島の西に位置する有人島。
  - 馬渡島 - 東松浦半島の北西に位置する有人島。
  - 向島 - 東松浦半島の西に位置する有人島。

### 気候
太平洋側気候であるが、冬季に日照時間が少なくなる九州型気候区である。沿岸部においては一年を通して昼夜の寒暖の差が少なく、猛暑日・真冬日は滅多にない。台風の直撃が少なく、年間の最大風速は8 m - 12m程度で、多くは冬の玄界灘の強風や春一番によるものである。年平均気温15℃、年間降水量1992 mm、年間日照時間1783.9、平均風速2.1 m/s（平年値、1979年 - 2000年の統計）。
かつて、唐津市内のアメダス観測所としては枝去木と和多田があった。うち枝去木では、降水量・気温・風向・風速・日照時間の観測を行っていたが、観測所は標高110 m地点にあり、観測データが唐津平野部の気象状態を表していたとは必ずしも言えなかったことに注意されたい。また、和多田は降水量のみの観測であった（標高5 m）。2010年（平成22年）2月より枝去木と和多田の両観測所は、平野部の唐津市二タ子（標高23 m）に移設され、新たに唐津観測所として観測を開始した。
| 唐津（2010年 - 2020年）の気候      | 唐津（2010年 - 2020年）の気候 | 唐津（2010年 - 2020年）の気候 | 唐津（2010年 - 2020年）の気候 | 唐津（2010年 - 2020年）の気候 | 唐津（2010年 - 2020年）の気候 | 唐津（2010年 - 2020年）の気候 | 唐津（2010年 - 2020年）の気候 | 唐津（2010年 - 2020年）の気候 | 唐津（2010年 - 2020年）の気候 | 唐津（2010年 - 2020年）の気候 | 唐津（2010年 - 2020年）の気候 | 唐津（2010年 - 2020年）の気候 | 唐津（2010年 - 2020年）の気候 |
| 月                                 | 1月                           | 2月                           | 3月                           | 4月                           | 5月                           | 6月                           | 7月                           | 8月                           | 9月                           | 10月                          | 11月                          | 12月                          | 年                            |
| ---------------------------------- | ----------------------------- | ----------------------------- | ----------------------------- | ----------------------------- | ----------------------------- | ----------------------------- | ----------------------------- | ----------------------------- | ----------------------------- | ----------------------------- | ----------------------------- | ----------------------------- | ----------------------------- |
| 最高気温記録 °C （°F）             | 19.5 (67.1)                   | 22.8 (73)                     | 24.9 (76.8)                   | 27.8 (82)                     | 32.2 (90)                     | 34.0 (93.2)                   | 37.3 (99.1)                   | 37.3 (99.1)                   | 35.8 (96.4)                   | 31.6 (88.9)                   | 28.2 (82.8)                   | 24.8 (76.6)                   | 37.3 (99.1)                   |
| 平均最高気温 °C （°F）             | 10.0 (50)                     | 11.2 (52.2)                   | 14.8 (58.6)                   | 19.1 (66.4)                   | 24.0 (75.2)                   | 26.0 (78.8)                   | 30.2 (86.4)                   | 31.7 (89.1)                   | 27.4 (81.3)                   | 22.8 (73)                     | 17.8 (64)                     | 12.0 (53.6)                   | 20.6 (69.1)                   |
| 日平均気温 °C （°F）               | 6.3 (43.3)                    | 7.2 (45)                      | 10.4 (50.7)                   | 14.5 (58.1)                   | 19.1 (66.4)                   | 22.2 (72)                     | 26.4 (79.5)                   | 27.6 (81.7)                   | 23.7 (74.7)                   | 19.0 (66.2)                   | 13.6 (56.5)                   | 8.1 (46.6)                    | 16.5 (61.7)                   |
| 平均最低気温 °C （°F）             | 2.7 (36.9)                    | 3.3 (37.9)                    | 6.3 (43.3)                    | 10.2 (50.4)                   | 14.7 (58.5)                   | 19.3 (66.7)                   | 23.6 (74.5)                   | 24.4 (75.9)                   | 20.7 (69.3)                   | 15.5 (59.9)                   | 9.5 (49.1)                    | 4.5 (40.1)                    | 12.9 (55.2)                   |
| 最低気温記録 °C （°F）             | −4.6 (23.7)                   | −4.3 (24.3)                   | −1.1 (30)                     | 3.2 (37.8)                    | 6.9 (44.4)                    | 13.2 (55.8)                   | 17.4 (63.3)                   | 17.7 (63.9)                   | 12.6 (54.7)                   | 7.8 (46)                      | 1.9 (35.4)                    | −1.0 (30.2)                   | −4.6 (23.7)                   |
| 降水量 mm （inch）                 | 75.4 (2.969)                  | 85.4 (3.362)                  | 117.0 (4.606)                 | 146.3 (5.76)                  | 125.5 (4.941)                 | 280.0 (11.024)                | 349.0 (13.74)                 | 314.1 (12.366)                | 191.3 (7.531)                 | 126.7 (4.988)                 | 85.7 (3.374)                  | 94.6 (3.724)                  | 1,979.3 (77.925)              |
| 平均降水日数 （≥1.0 mm）           | 7.8                           | 9.4                           | 9.7                           | 9.3                           | 7.4                           | 11.9                          | 12.5                          | 8.9                           | 11.2                          | 7.4                           | 8.6                           | 9.2                           | 113.3                         |
| 平均月間日照時間                   | 111.2                         | 118.0                         | 172.0                         | 186.8                         | 213.4                         | 124.2                         | 175.2                         | 219.7                         | 151.4                         | 166.7                         | 141.3                         | 101.5                         | 1,890.3                       |
| 出典1：Japan Meteorological Agency |                               |                               |                               |                               |                               |                               |                               |                               |                               |                               |                               |                               |                               |
| 出典2：気象庁                      |                               |                               |                               |                               |                               |                               |                               |                               |                               |                               |                               |                               |                               |

### 地域

唐津市中心部周辺の空中写真。
2022年5月3日撮影の54枚を合成作成。。

| 地域         | 面積/km2 | 世帯   | 人口    | 旧市町村 |
| ------------ | -------- | ------ | ------- | -------- |
| （旧唐津市） | 127.49   | 31,904 | 078,850 | 唐津市   |
| 浜玉町       | 052.13   | 03,705 | 011,148 | 浜玉町   |
| 七山         | 062.89   | 00670  | 002,361 | 七山村   |
| 北波多       | 026.58   | 01,731 | 004,691 | 北波多村 |
| 相知町       | 065.08   | 02,994 | 008,447 | 相知町   |
| 厳木町       | 061.27   | 01,887 | 004,819 | 厳木町   |
| 肥前町       | 046.64   | 02,607 | 008,094 | 肥前町   |
| 呼子町       | 007.28   | 01,999 | 005,329 | 呼子町   |
| 鎮西町       | 037.89   | 02,189 | 006,356 | 鎮西町   |
| 計           | 487.48   | 49,687 | 130,095 | -        |

1. 1 2  2012年5月1日現在の住民基本台帳人口+外国人登録人口

町・大字は唐津市の地名を参照のこと。

### 人口
- 人口集中地区（DIDs）：9.3平方キロメートル、37,092人（平成17年国勢調査）

| |                                        |  |
| 唐津市と全国の年齢別人口分布（2005年） | 唐津市の年齢・男女別人口分布（2005年） |  |
| ■紫色 ― 唐津市 ■緑色 ― 日本全国 | ■青色 ― 男性 ■赤色 ― 女性              |  |
| 唐津市（に相当する地域）の人口の推移 \| 1970年（昭和45年） \| 141,171人 \| \| \| 1975年（昭和50年） \| 138,572人 \| \| \| 1980年（昭和55年） \| 142,224人 \| \| \| 1985年（昭和60年） \| 142,057人 \| \| \| 1990年（平成2年） \| 139,888人 \| \| \| 1995年（平成7年） \| 137,436人 \| \| \| 2000年（平成12年） \| 134,144人 \| \| \| 2005年（平成17年） \| 131,116人 \| \| \| 2010年（平成22年） \| 126,926人 \| \| \| 2015年（平成27年） \| 122,785人 \| \| \| 2020年（令和2年） \| 117,373人 \| \| |                                        |  |
| 総務省統計局 国勢調査より |                                        |  |
| 1970年（昭和45年） | 141,171人                              |  |
| 1975年（昭和50年） | 138,572人                              |  |
| 1980年（昭和55年） | 142,224人                              |  |
| 1985年（昭和60年） | 142,057人                              |  |
| 1990年（平成2年） | 139,888人                              |  |
| 1995年（平成7年） | 137,436人                              |  |
| 2000年（平成12年） | 134,144人                              |  |
| 2005年（平成17年） | 131,116人                              |  |
| 2010年（平成22年） | 126,926人                              |  |
| 2015年（平成27年） | 122,785人                              |  |
| 2020年（令和2年） | 117,373人                              |  |

約12.8万人で佐賀県内の市町村で2番目に人口が多い（第1位は佐賀市、第3位は鳥栖市）。ピーク時の人口は唐津炭田最盛期だった1955年（昭和30年）の183,676人。

## 歴史

### 略史
現在の市域全体を範囲に曖昧さはあるにせよ包括的に指す地名は、松浦潟や松浦川に見られるごとく、もともと松浦（まつら）が一般的であった。唐津の名はもともと17世紀初頭に松浦川河口付近に造成された城下町を指す限定的な名称に過ぎなかったが、1889年（明治22年）町村制施行によって成立した東松浦郡唐津町を母体として周辺の町村の編入と対等合併を繰り返し現在の唐津市となったことで、現在では城下町部分のみならず市域全体をもって唐津と呼ぶことが一般的となっている。
唐津神社社務所に現存する史料によると、1449年（文安6年）の寄進状に唐津大明神との記述があり、これが唐津の名が顕れる現存する最古の史料である。

#### 先史時代
縄文時代晩期には水田稲作が行われていたことが確認されている（菜畑遺跡）。魏志倭人伝に記述のある末盧国（まつろこく、まつらこく）は唐津市近辺に存在したと比定する研究者が多い。古墳時代に松浦地方を支配した豪族らによって多数の墳墓が築造された。この代表が国内最古級の前方後円墳・久里双水古墳であり、市内には多数の古墳が残されている。

#### 古代から中世
律令制では肥前国松浦郡に含まれ、『肥前国風土記』によると「松浦郡、郷一拾一所、里廿六、馬伍（うまや）所、烽捌所」とある。また、現在の鏡山に当たる山は「襟振峰は郡の東にあり」と記されているから、郡衙は、鏡地区にあったと推定される。松浦の語の由来は明らかでないが、神功皇后紀（『日本書紀』巻第九 気長足姫尊）摂政前記夏四月の条に「松浦県に至り、願い事をしてから釣り糸をたれると鮎が釣れた。珍しきものと言ったことを、その所の人が名付けて梅図邏（めづら）国という。今松浦というは訛りなりと」（大意）と説明している。また、末盧国の「まつら」がそのまま地名となったともいわれる。万葉集には鏡山、玉島川、松浦川の情景が詠まれている。
平安時代からは肥前国府による統治となったが、国司政治が緩みだした平安期中頃には松浦地方各地の豪族が連合体としてこの地を支配し、松浦党と呼ばれた。現在の唐津市を含む東松浦郡・西松浦郡の地域は上松浦郡と呼ばれ、波多地区（唐津市北波多・伊万里市南波多）を拠点とする波多氏が最大の勢力だった。一族はそれぞれの所領の地名を名乗り、ほかに相知氏、佐志氏、呼子氏などがいた。また、拠点として波多氏の岸岳城（鬼子岳城）や獅子城などの城が築かれた。
戦国時代には龍造寺氏の侵略を防ぐなどしていたが、豊臣秀吉が九州征伐を開始するとこれを出迎え従った。豊臣秀吉は1591年（天正19年）朝鮮出兵（文禄・慶長の役）の拠点として名護屋地区に名護屋城を築城した。1593年（文禄2年）には寺沢広高が唐津藩を与えられ、上松浦地方の統治を始めた。またこの年には秀吉の怒りをかった波多氏が滅ぼされたが、地元民の同情から岸岳末孫の祟りの話がいわれるようになった。

#### 江戸時代
寺沢広高は波多氏の滅亡後、岸岳城の麓に仮城を造営し仮の居城とした。広高は1600年（慶長5年）の関ヶ原の戦いでは東軍方につき、肥後国天草郡4万石を加増され12万3千石の外様大名となった。1602年（慶長7年）より唐津城の本格的な築城を行い、1608年（慶長8年）に城下町共々完成した。このとき東唐津側と地続きであった満島山を切り離し、波多川（現代における松浦川）がそこから唐津湾に注ぐよう流路を変更した。広高は松浦川の流路変更（治水事業）に見られるように土木事業に長けており、防風林として松原の保護育成を行った。これが日本三大松原として今日に残る虹の松原となっている。またこの頃は現在に至る唐津焼の技法が確立された時期でもあり、1615年（元和元年）には中里太郎右衛門陶房などが唐津藩の御用窯に指定されている。
広高の子の堅高は唐津藩二代藩主となったが、天草領に構えていた富岡城が島原の乱の際に一揆側に攻められた際、その責任を取らされ天草領4万石を没収された。堅高は1647年（正保4年）に江戸藩邸で自殺し、また嗣子がなかったために寺沢家は断絶となり、寺沢氏が改易となると唐津藩領は一時天領となった。次に慶安元年（1649年）播磨国明石城主大久保忠職が唐津藩主となった。1678年（延宝6年）には大久保氏が下総国佐倉城に転出し、代わって同地より大給松平乗久が入城。1691年（元禄4年）大給松平氏が志摩国鳥羽城に転出し、同地より土井利益が入城。1762年（宝暦12年）土井氏が下総国古河城に転出し、三河国岡崎城より水野忠任が入城。1817年（文化14年）に、後に天保の改革を行った四代目の水野忠邦が出世目的に遠江国浜松城に転出を希望し、陸奥国棚倉城より小笠原長昌が入城、以後は小笠原氏が統治した。譜代大名6家が入れ替わり、長期間による藩主家の一大支配時代が一度も到来しないまま、明治維新により唐津藩は姿を消した。
1819年（文政2年）、伊勢神宮を参拝後の帰途に京都で見た祇園祭に感動した刀町の石崎嘉兵衛が帰郷後、仲間たちと獅子の頭を製作し、唐津神社に奉納した。この後、唐津神社秋季例大祭である唐津神祭が現在のような曳山を曳く祭に変化していくきっかけとなった。後に一時期は唐津山笠とも呼称したが、その後唐津くんちと呼ぶようになった。

#### 明治から戦前

大正期撮影とみられる唐津くんちの様子。右に唐津軌道の軌道がみられる

廃藩置県にともない唐津藩は唐津県となり、同時に唐津城は本丸が舞鶴公園となり、他の区画は民間払い下げとなり建物も破却された。その後伊万里県、佐賀県、三潴県、長崎県と変遷し1883年（明治16年）に佐賀県が長崎県から分離独立し佐賀県の一部となった。また1889年（明治22年）の町村制施行で東松浦郡唐津町などが発足。昭和初期までに満島村と唐津村を編入し1932年（昭和7年）に市制施行、唐津市となった。
古くから海上交通の拠点であった唐津は、この後貿易の拠点として急速に発展していった。1882年（明治15年）に当時満島にあった唐津港で唐津炭田の石炭輸出を開始。1889年（明治22年）には特別輸出港に指定され、同時に長崎税関唐津出張所が設置された（3年後に税関支署に昇格、戦後降格し門司税関に移管）。さらに後述する鉄道の開通により、以後満島の貿易機能は順次西唐津・大島へ移転し現在に至る港湾地帯を形成した。貿易額は日を追う毎に増大していったが、第一次世界大戦の影響で外資関係が先細りとなり、1920年頃をピークに貿易額は減退し、昭和初期には石炭不況や第二次大戦の影響でさらに衰退していった。
明治末期から大正・昭和初期にかけて唐津の交通は大きく発達した。1898年（明治31年）に唐津興業鉄道（後の唐津鉄道、現JR唐津線）が開通したがこれに収まらず、翌々年の1900年（明治33年）に満島馬車鉄道による馬車軌道が満島松原口（現東唐津駅） - 浜崎松原口（現浜崎駅）間に開通しその後松浦橋を経由して中心部の大手口を越え西唐津果ては佐志まで延伸された（その後石油発動機による運行となるが自動車への転換にともない廃止）。福岡方面への鉄道は1926年（大正15年）に東唐津から博多まで全通、伊万里方面は1935年（昭和10年）にようやく全通したが（ともに北九州鉄道による）、まもなく国有化された。北九州鉄道のバス事業は現在に至る昭和自動車に譲渡された。

#### 戦後から昭和末期
奇しくも唐津は太平洋戦争で空襲を受けなかった。
1949年（昭和24年）5月24日、市内に昭和天皇の戦後巡幸があった。厳木中学校、舞鶴公園、唐津高校などに行幸した。

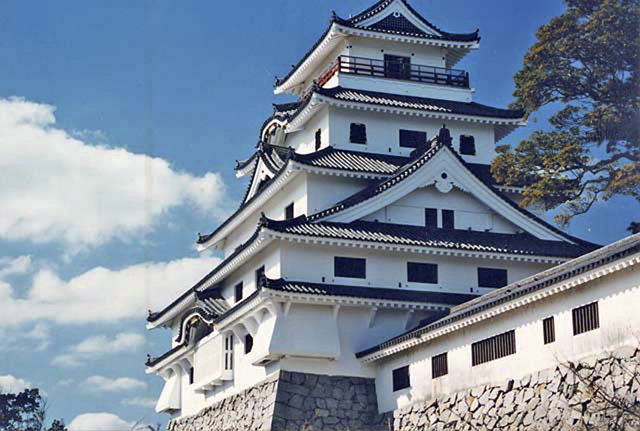
唐津城模擬天守

唐津市における戦後復興の象徴として1953年（昭和28年）の舞鶴橋の完成が挙げられる。これをきっかけに東西臨海地域を接続する佐賀県道279号妙見満島線（産業道路）が整備された。また同年には唐津競艇が初開催した。1954年（昭和29年）には鏡村・久里村・鬼塚村・湊村を編入（人口約7万）。戦後のベビーブームと石炭積み出し港としての需要の高揚により、東松浦郡と唐津市を合わせた人口はこの頃最盛を迎え、1955年（昭和30年）の国勢調査人口は約19万人弱であった。
1955年（昭和30年）、地元財界の有力者であった昭和自動車社長の金子道雄が市長に就任。財政再建のため、翌年には財政再建団体の指定を受けた。この指定は1965年（昭和40年）に解除された。翌年、金子の計画により唐津城に模擬天守が完成。
また電力需要の増大にともない、1967年（昭和42年）唐津港妙見埠頭附近の埋立地に九州電力唐津発電所（火力発電所）1号機（15.6万kW）が運転を開始。1971年（昭和46年）には2号機（37.5万kW）が、その2年後には3号機（50万kW）が運転を開始した。さらに、1975年（昭和50年）には九州電力玄海原子力発電所1号機（55.9万kW）が運転を開始。その他既設の水力発電所なども含め唐津もとい東松浦地域は県内のみならず北部九州の電力供給の要となった。
1970年（昭和45年）には唐津競艇場が広大な土地を有する原地区（鏡）に移転。また同年には唐津市文化会館（現唐津市民会館）が旧唐津神社境内に開館。1980年（昭和55年）には唐津大手口バスセンターが市内大手口に開業。その翌年には複合スポーツ施設である体育の森公園が和多田大土井に開設された。
1982年（昭和57年）には国鉄唐津線の連続立体交差化事業が完成。翌年には筑肥線の電化開業および唐津線との短絡、福岡市地下鉄空港線との直通運転が一挙に行われた。

#### 平成

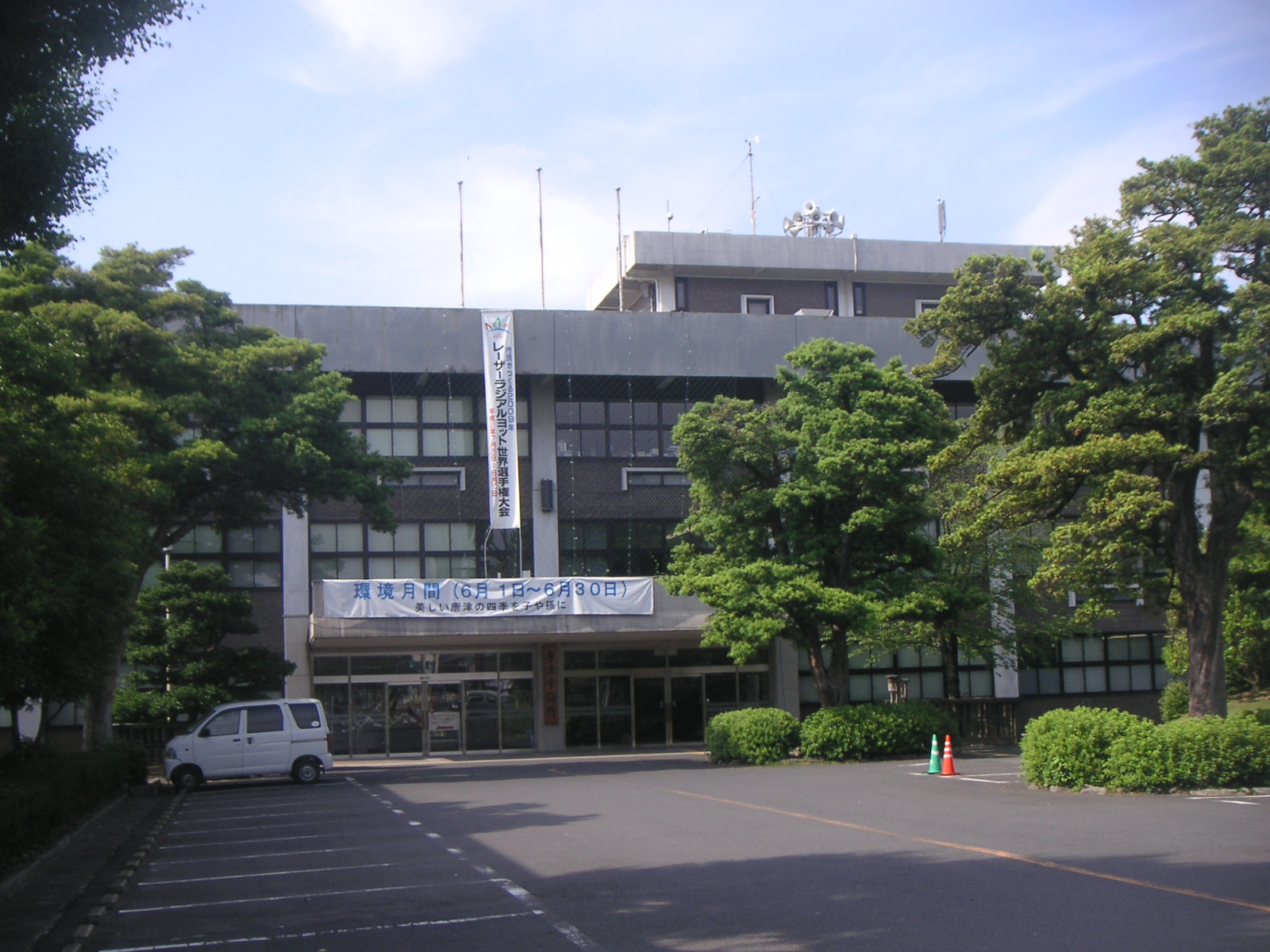
旧唐津市役所（本庁）

1994年（平成6年）に現唐津市域の市町村に玄海町を加えた10市町村で懇話会「唐津・東松浦合併懇話会」を設置。

#### 令和
2022年（令和4年）7月から新庁舎への移転が開始され、8月15日に移転が完了した。
2023年（令和5年）7月10日、梅雨前線の集中豪雨により浜玉町で土石流が発生。住宅2棟が巻き込まれて3人が死亡した。

#### 行政区域の変遷
旧唐津市以外の2005年（平成17年）以降に合併した町村の変遷については「東松浦郡」を参照
- 1871年（明治4年） - 廃藩置県により唐津藩が廃止。代わりに唐津県が設置されるが、統廃合を繰り返して1883年に佐賀県となる。
- 1889年（明治22年）4月1日 - 町村制施行により、東松浦郡に22の町村が発足する。現唐津市に含まれるのは、入野村、打上村、相知村、大村、鬼塚村、鏡村、唐津町、唐津村、北波多村、厳木村、久里村、佐志村、名古屋村、七山村、浜崎村、満島村、湊村、呼子村、切木村。
- 1896年（明治29年）7月28日 - 大村が改称して玉島村となる。
- 1924年（大正13年）1月1日 - 唐津町が満島村を編入する。

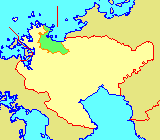
旧・唐津市の県内位置（1954年）

- 1931年（昭和6年）2月1日 - 唐津村を編入。
- 1932年（昭和7年）1月1日 - 市制施行して唐津市となる。
- 1935年（昭和10年）9月1日 - 佐志村が佐志町として町制施行する。
- 1941年（昭和16年）11月3日 - 佐志町を編入。
- 1954年（昭和29年）11月1日 - 鏡村・久里村・鬼塚村・湊村を編入。
- 1955年（昭和30年） - 北波多村の一部を編入。
- 1958年（昭和33年）1月1日 - 切木村大良地区を編入。
- 2005年（平成17年）1月1日 - 唐津市と東松浦郡浜玉町・厳木町・相知町・北波多村・肥前町・鎮西町・呼子町が合併（新設合併）し、新たに唐津市となる。
- 2006年（平成18年）1月1日 - 七山村を編入。

## 行政・議会・司法

相知支所

### 歴代市長
（旧）唐津市（1932年-2004年）歴代市長
| 代   | 氏名       | 就任年月日    | 退任年月日     |
| ---- | ---------- | ------------- | -------------- |
| 初代 | 河村嘉一郎 | 1932年2月18日 | 1936年2月17日  |
| 2代  | 西山茂     | 1936年2月18日 | 1939年1月7日   |
| 3代  | 萩谷勇之助 | 1939年1月20日 | 1939年4月5日   |
| 4代  | 岸川善太郎 | 1939年7月29日 | 1946年10月24日 |
| 5代  | 清水荘次郎 | 1947年4月16日 | 1955年4月30日  |
| 6代  | 金子道雄   | 1955年5月1日  | 1967年4月30日  |
| 7代  | 瀬戸尚     | 1967年5月1日  | 1983年4月30日  |
| 8代  | 野副豊     | 1983年5月1日  |                |
| 9代  | 福島善三郎 | 1995年5月1日  |                |
| 10代 | 坂井俊之   | 2003年4月28日 | 2004年12月31日 |

（現）唐津市（2005年-）歴代市長
| 代   | 氏名     | 就任年月日   | 退任年月日   |
| ---- | -------- | ------------ | ------------ |
| 初代 | 坂井俊之 | 2005年2月6日 | 2017年2月5日 |
| 2代  | 峰達郎   | 2017年2月6日 |              |

2009年唐津市長選挙
※当日有権者数：105,221人 最終投票率：71.94%（前回比：－5.1pts）
| 候補者名  | 年齢 | 所属党派 | 新旧別 | 得票数   | 得票率 | 推薦・支持 |
| --------- | ---- | -------- | ------ | -------- | ------ | ---------- |
| 坂井俊之  | 47   | 無所属   | 現     | 43,425票 | %      |            |
| 麻生 茂幸 | 59   | 無所属   | 新     | 25,622票 | %      |            |
| 田中 路子 | 61   | 無所属   | 新     | 5,330票  | %      |            |

### 市役所所在地
- 本庁：佐賀県唐津市西城内1番1号
旧庁舎（旧唐津市役所）の老朽化に伴って隣接地（地番同じ）に新庁舎が建設され、2022年7月18日に落成式が行われ、翌19日に窓口業務を開始した[6]。
- 浜玉市民センター（旧浜玉町役場）：唐津市浜玉町浜崎1445番1
- 厳木市民センター（旧厳木町役場）：唐津市厳木町厳木997番地
- 相知市民センター（旧相知町役場）：唐津市相知町相知2055番地1
- 北波多市民センター（旧北波多村役場）：唐津市北波多徳須恵1097番地4
- 肥前市民センター（旧肥前町役場）：唐津市肥前町入野甲1703番地
- 鎮西市民センター（旧鎮西町役場）：唐津市鎮西町名護屋1530番地
- 呼子市民センター（旧呼子町役場）：唐津市呼子町呼子1995番地1
- 七山市民センター（旧七山村役場）：唐津市七山滝川1254番地

### マスコットキャラクター
唐ワンくん・舞ヅルくん
市の「唐津城築城400年記念事業」の一環として、同城のイメージキャラクターとして2008年（平成20年）に制定された。同事業終了後の翌年以降も引き続き、唐津城のイメージキャラクターとして唐津のPRに使用されているほか、申請があり市が認めた場合は営利・非営利を問わず無償で使用できる措置をとっている。

### 姉妹都市・提携都市

#### 日本国内
姉妹都市
- 苓北町（熊本県天草郡）- 1994年10月29日姉妹都市提携 - 唐津藩の領地であったことから

提携都市
- 常滑市（愛知県）- 1997年3月27日 災害時相互応援協定締結

#### 海外
友好都市
- 揚州市（中華人民共和国江蘇省）- 1982年2月22日友好都市提携

姉妹都市
- 麗水市（大韓民国全羅南道）- 1982年3月5日姉妹都市提携
- 西歸浦市（大韓民国済州道）- 1994年9月14日姉妹都市提携

### 主な事業

#### 中心市街地活性化事業

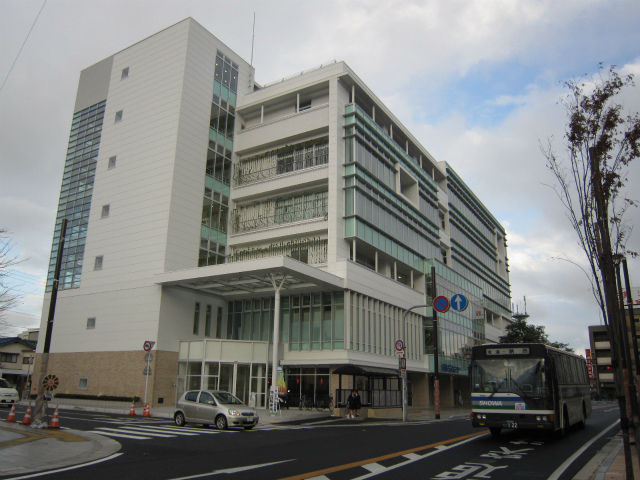
大手口センタービル

大手口センタービル（Otte）
事業主体は地権者のうち3者（まいづる百貨店・昭和自動車・合名会社大手会館）の出資で設立した大手口開発。市役所東隣にあった旧まいづる百貨店（2002年閉鎖）と、隣接し通路で接続していた昭和自動車の旧バスターミナルビルなど併せて4ビルを解体して建設された。敷地面積2,400平方メートル、延べ床面積8,773平方メートル、鉄筋コンクリート造6階建。国と市・県が補助金を支出した。2010年12月に起工、2011年10月に完成。2012年現在では唐津大手口バスセンター（1階）、唐津市民交流プラザ（3階）、唐津市役所大手口別館（5・6階）のほか、FMからつの公開スタジオ、コンビニ・カフェ・書店などが入居している。

#### 土地区画整理事業
唐津駅南土地区画整理事業
JR高架化に合わせて実施した1980年から唐津駅南口側地区の土地区画整理事業。駅前の30 m幅都市計画道路（シンボルロード）の整備、駅前広場（4 ha）の整備、町田大橋の架橋、河川改修、道路の拡幅、町田交差点から国道204号（唐津バイパス）への接続道路の敷設などが行われた。1994年には唐津市近代図書館が事業地内に開館した。2010年度から清算業務に入る。
新東唐津駅土地区画整理事業
JR新線開業に伴い鏡（後の松南町）に移転した東唐津駅の周辺地域で1979年度から土地区画整理事業を実施した。駅前公園の整備や道路の整備改良拡幅、新たな住宅用地の造成などを主な事業内容とする。1991年（平成3年）には付近の虹の松原団地を含めた東唐津駅周辺を鏡から分割し松南町として新たに行政区を発足させ住居表示が施行された。佐賀県立唐津東中学校・高等学校が2007年に事業地内へ移転することが決定し、2009年12月10日には換地処分を完了した。翌年1月21日に換地処分が公告され、その翌日新たに行政区として鏡新開が発足した。

### 県政・県の出先機関
唐津市・東松浦郡選挙区から選出される佐賀県議会議員の定数は6議席である。
出先機関
- 唐津総合庁舎
  - 唐津県税事務所
  - 唐津土木事務所
  - 唐津農林事務所
  - 東松浦農業改良普及センター

### 国政・国の出先機関
- 衆議院 - 唐津市は、佐賀県第2区（2013年までは佐賀県第3区）。比例区では九州ブロックに属する。詳細は、それぞれの選挙区を参照のこと。
- 参議院 - 唐津市は、佐賀県選挙区（全県区、定数2議席）に属する。

出先機関
- 法務省
  - 佐賀地方法務局唐津支局 - 唐津市のほか、東松浦郡を管轄
  - 佐賀地方検察庁唐津支部 - 唐津市のほか、東松浦郡を管轄
  - 唐津区検察庁 - 唐津市のほか、東松浦郡を管轄
- 財務省
  - 門司税関伊万里税関支署唐津出張所 - 唐津市のほか、東松浦郡を管轄
  - 国税庁福岡国税局唐津税務署 - 唐津市のほか、東松浦郡を管轄
- 厚生労働省
  - 佐賀労働局唐津労働基準監督署 - 唐津市のほか、東松浦郡を管轄
  - 佐賀労働局ハローワーク唐津 - 唐津市のほか、東松浦郡を管轄
- 国土交通省
  - 九州運輸局佐賀運輸支局唐津庁舎
  - 九州地方整備局唐津港湾事務所
  - 九州地方整備局佐賀国道事務所唐津維持出張所
  - 九州地方整備局武雄河川事務所松浦川出張所
  - 九州地方整備局武雄河川事務所厳木ダム管理支所
  - 海上保安庁第七管区海上保安本部唐津海上保安部
- 農林水産省
  - 林野庁九州森林管理局佐賀森林管理署唐津森林事務所
- 環境省
  - 原子力規制委員会玄海原子力規制事務所
- 防衛省
  - 自衛隊佐賀地方協力本部唐津地域事務所

### 司法
- 裁判所
  - 佐賀地方裁判所
    - 唐津支部 - 唐津市のほか、東松浦郡を管轄

  - 佐賀家庭裁判所
    - 唐津支部 - 唐津市のほか、東松浦郡を管轄

  - 唐津簡易裁判所 - 唐津市のほか、東松浦郡を管轄

### 警察
- 唐津警察署
  - 派出所
    - 相知幹部派出所
    - 呼子幹部派出所

  - 交番
    - 浜崎交番
    - 和多田交番
    - 中央交番
    - 西唐津交番
    - 鏡交番

  - 駐在所
    - 大野警察官駐在所
    - 相知警察官駐在所
    - 平山警察官駐在所
    - 岩屋警察官駐在所
    - 厳木警察官駐在所
    - 中島警察官駐在所
    - 七山警察官駐在所
    - 佐志警察官駐在所
    - 川原橋警察官駐在所
    - 湊警察官駐在所
    - 徳須恵警察官駐在所
    - 値賀警察官駐在所
    - 有浦警察官駐在所
    - 入野警察官駐在所
    - 高串警察官駐在所
    - 切木警察官駐在所
    - 小川島警察官駐在所
    - 打上警察官駐在所
    - 名護屋警察官駐在所
    - 馬渡島警察官駐在所

### 消防
- 唐津市消防本部（唐津市消防署）
  - 東部分署、南部分署、西部分署、北部分署、中部分署

## 経済・産業
就業人口
- 第一次産業：8,317人 13.4%（2005年）
- 第二次産業：14,501人 23.4%（2005年）
- 第三次産業：38,932人 62.8%（2005年）

### 第1次産業
果樹・米・野菜・肉用牛などの生産が主である。鏡や久里などの平野部には初代唐津藩主寺沢広高による河川改修事業の付随事業として開発された広大な水田が広がっており、現在も米の生産が主流だが、減反政策の影響で大豆などの豆類や大麦・小麦などの麦類の生産へシフトしてきている。浜玉地区には大規模な果樹園が広がり、ハウスみかんが特産である。
林業については、輸入材の影響や後継者不足により厳しい状況にあり、また水産業についても、唐津港水産基地の老朽化や人材不足により、唐津湾周辺での水揚げ量は年々減少しており、衰退の一途にある。

### 第2次産業
製造業と建設業が中心で、いずれも経営環境は厳しい。
主な工業集積地として、唐津鉄工団地（中原地区）、唐津石志工業団地（石志地区）、岸山工業団地（北波多岸山地区）が挙げられる。旧唐津町時代は栄町・船宮町のある外町埋立地が唐津の代表的な工業地帯であった。

### 第3次産業

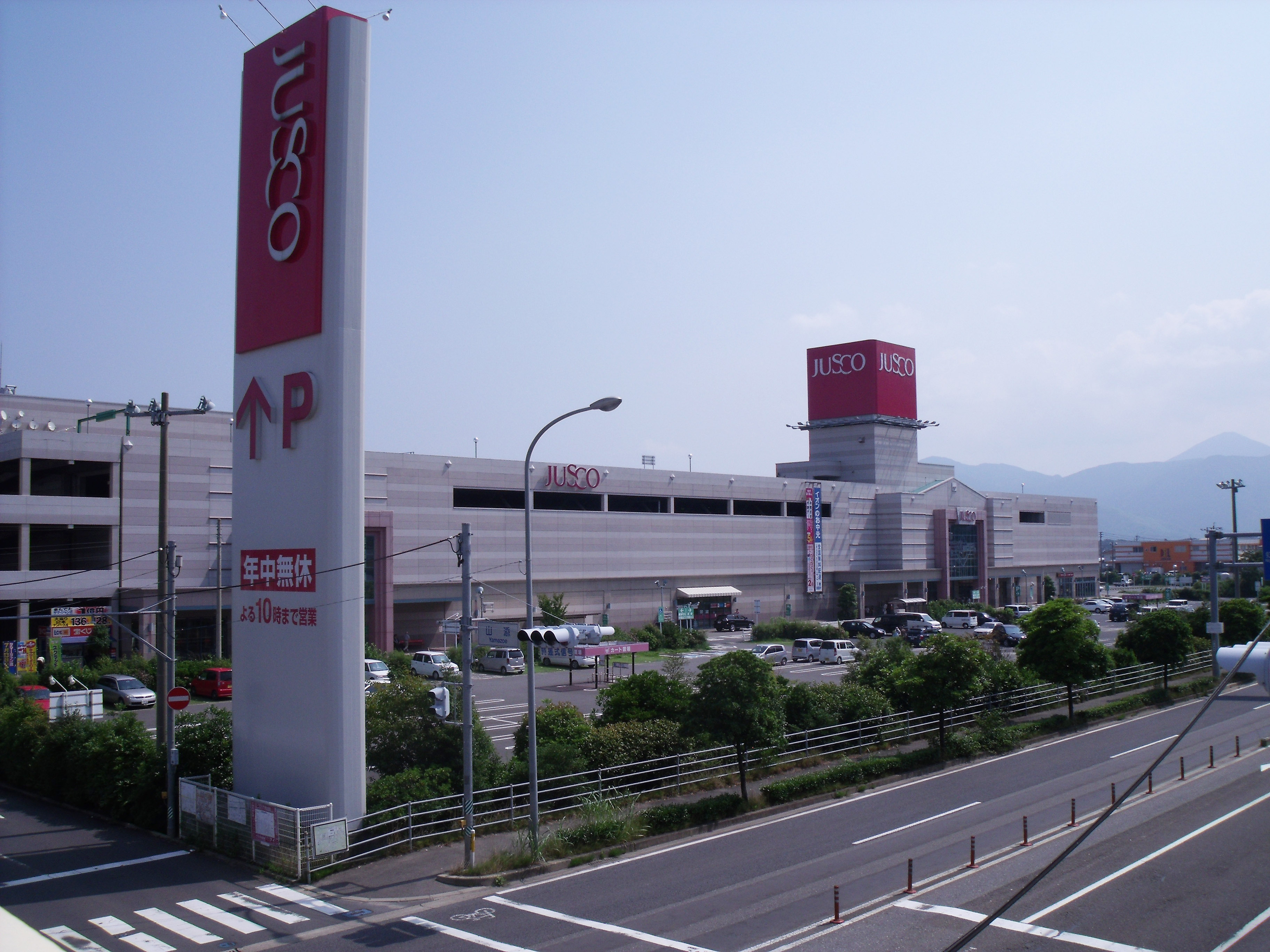
イオン唐津ショッピングセンター

商業及び観光業が中心であるが、商業は近年西九州自動車道・二丈浜玉道路の整備や筑肥線の電化による福岡都市圏へのアクセス向上が原因となって、県外へのショッピング依存度が高まっており、市内商業の衰退を招いている。また、観光業についても同様の理由で日帰り観光の割合が主という傾向を示し、2010年初頭には大規模な旅館であった城内閣が営業を停止した。
1990年代から郊外にまいづる999やジャスコ唐津SC（現・イオン唐津SC）といった大型商業施設が進出し、この影響で唐津中央商店街をはじめとする市内各地の商店街では店舗の閉鎖や撤退が続き、空洞化が問題となった。中心部の大名小路地区では長年にわたり地元資本のまいづる百貨店があったが、運営会社が先述のまいづる999を開店したのち2000年に閉鎖。同社はその後まいづる百貨店の跡地付近に大型スーパーマーケット「まいづる本店ショッピングプラザ」を新設した。なおまいづる999は2021年9月30日に閉店し2023年春に新店舗を開店した。

### 唐津市に本社を置く企業

まいづる百貨店物流センター

- 昭和自動車
- まいづる百貨店
- 宮島醤油

### 唐津市に事業所を置く企業
- 石井食品唐津工場
- 千寿製薬唐津工場
- 東和コーポレーション佐賀工場
- 日東工業唐津工場
- 丸大食品唐津工場
- 宮島醤油本社工場・妙見工場
- リョーユーパン唐津工場
- ヨコオ厳木工場
- フリービット SiLK Hotlines（コールセンター） - 唐津市と協定を結び、2008年（平成20年）4月に正式稼働[9]。

#### 市外局番
全域が0955である。

## 郵便番号
- 〒847-xxxx（旧唐津市、鎮西町、七山、肥前町、呼子町、）
- 〒849-xxxx（相知町、北波多、厳木町、浜玉町、）

## 金融機関
- 佐賀銀行（7支店）唐津支店、西唐津支店、和多田支店、呼子支店、肥前町支店、浜崎支店、相知支店
- 佐賀共栄銀行唐津支店
- 福岡銀行唐津支店
- 西日本シティ銀行唐津支店
- 十八親和銀行唐津支店
- 唐津信用金庫（本店+8支店）本店営業部、朝日町支店、西唐津支店、浜崎支店、相知支店、和多田支店、町田支店、山本支店、呼子支店、
- 九州労働金庫唐津支店
- JAからつ（JAバンク）本所+15支所 - 本所、鏡山支所、山本支所、唐津支所、湊支所、北波多支所、Aコープ支所、唐津中央支所、浜崎支所、東部支所、七山支所、相知支所、厳木支所、切木支所、西部支所、うわば北支所

## マスメディア

### 受信可能な放送局
※福岡波についてはケーブルテレビへの加入が前提である。
- NHK佐賀放送局 <総合1ch><教育2ch>
- サガテレビ（STS、フジテレビ系列）<3ch>
- RKB毎日放送（RKB、TBS系列）<4ch>
- 福岡放送（FBS、日本テレビ系列）<5ch>
- 九州朝日放送（KBC、テレビ朝日系列）<6ch>
- TVQ九州放送（TVQ、テレビ東京系列）<7ch>
- テレビ西日本（TNC、フジテレビ系列）<8ch>

### ケーブルテレビ
唐津・東松浦地区のケーブルテレビ普及率は全世帯に対し92.4 %となっている（調査時期は不明）。ケーブルテレビに準ずる組織は以下の3局のほか、かつて、浜玉町の「ひれふりチャンネル」（1990年 - ）や、相知町の「あいあいテレビ　」（1993年 - ）などが存在していたが、地上デジタル放送への完全移行に伴う公共事業によりすべての共同受信組合が廃止され、唐津市有線テレビジョンに統合された。
なお、唐津市有線テレビジョンに加入した住民は、唐津ケーブルテレビジョンかネットフォーの独立チャンネルを受信することができる（地域によって受信可能なチャンネルは異なる）ほか、3局すべてにおいて唐津市の行政放送を視聴することができる。
- 唐津市有線テレビジョン - 市内最大のケーブルテレビ事業者となる。
- 唐津ケーブルテレビジョン
- ネットフォー

### 新聞社
- 唐津新聞社

1946年に唐津新聞（夕刊）を創刊したが、2008年1月1日に廃刊となった。かつて九州花火大会を主催するなど地域活動を積極的に行っていたが、唐津新聞の廃刊で事業規模を大幅に縮小し、現在は新聞折り込み広告の企画・制作・発行が主な事業となっている。

### コミュニティFM
- FMからつ

2010年（平成22年）4月に開局。県内初のコミュニティ放送局である。

### フリーペーパー
- karatsunami

発行 月刊　部数5,000冊
- life style magazin ing （ライフスタイルマガジン イング）

発行 隔月（奇数月第1週）部数8,000冊　Webマガジン連動　クーポン付き

## 健康・福祉
統計はすべて2010年10月1日の国勢調査のもの。
- 平均年齢 ： 46.41歳
  - 年少人口割合 ： 14.68%
  - 生産年齢人口割合 ： 59.42%
  - 老年人口割合 ： 25.90%

### 医療

唐津地域総合保健医療センター

市内の総合病院は、千代田町にある唐津地域総合保健医療センターを中心に各地に点在する。中核となる病院は唐津赤十字病院である。2005年（平成17年）4月には市が新たに唐津市民病院きたはたを開設した。
- 唐津地域総合保健医療センター
- 唐津赤十字病院
- 済生会唐津病院
- 唐津市民病院きたはた
- 唐津第一病院
- 河畔病院
- 進藤病院

## 教育

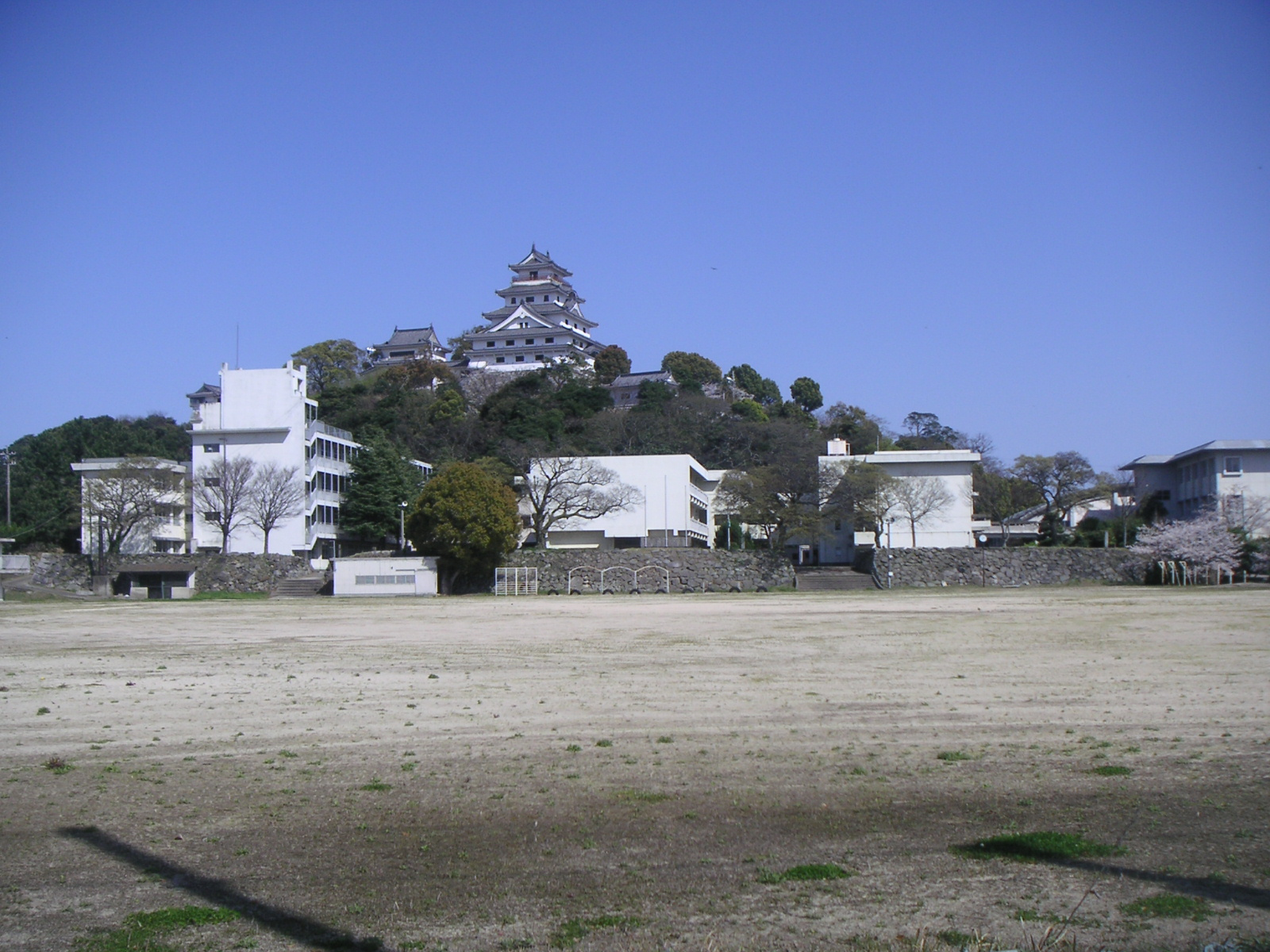
唐津の教育の象徴とも言える唐津城直下の学舎。以前は唐津東高が使用していたが現在は早稲田佐賀中高の校舎となっている

### 概観
唐津市は佐賀県北部学区（唐津市・玄海町学区）に属している。北部学区は県内他学区と比して学力が低いといわれ、2007年（平成19年）度の全国学力・学習状況調査では佐賀県の順位が37位だったうえ、唐津市は県内の市町で最下位という結果だったことから、翌年度から唐津市独自の学力テストを実施している（唐津地区基礎学力テスト）。また、児童生徒の学力向上を図るため、主体的・対話的で深い学びを目指した授業改善に2013年（平成25年）より9か年計画で全市的に取り組み、学力差はほぼ解消されている。
2006年（平成18年）に佐賀県立唐津東高等学校の併設中学校として佐賀県立唐津東中学校（併設型中高一貫校）が開校したほか、2010年（平成22年）には早稲田大学の系属校として早稲田佐賀中学校・高等学校が開校するなど、近年になって中高一貫校の開校が相次いでいる。

#### 市立学校再編

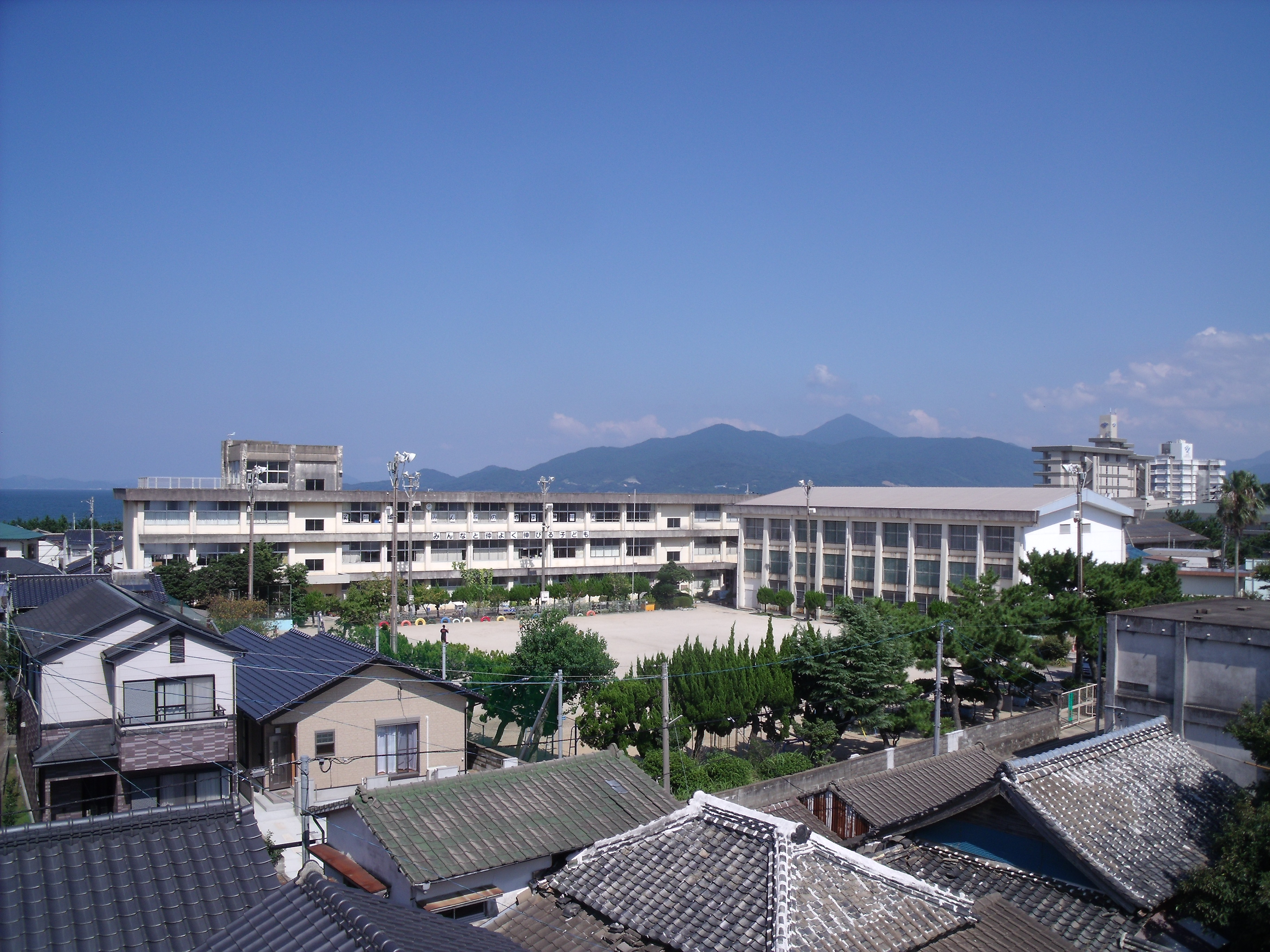
統廃合が検討されている東唐津小学校

市教委は市立学校の統廃合を進めており、2009年の時点で42校ある小学校を34校に、23校ある中学校を18校にそれぞれ減らす方針を明らかにしている。
2013年（平成25年）には、呼子中学校・名護屋中学校・打上中学校の3校を海青中学校（校地は旧唐津北高跡地）として統合し、第四中学校・大良中学校・切木中学校を高峰中学校（校地は現第四中学校）として統合する。
そのほか、東唐津小学校の外町小学校への統合が市議会で検討されている。

### 市内の学校・教育機関

#### 各種研究施設等
- 佐賀大学海浜台地生物生産環境研究センター
- 佐賀大学合宿研究所

#### 国立学校
- 国立唐津海上技術学校

#### 高等学校
県立
- 佐賀県立唐津東高等学校（旧制唐津中学、唐津一高）
- 佐賀県立唐津西高等学校（旧制唐津高女、唐津二高）
- 佐賀県立唐津南高等学校（唐津農高）
- 佐賀県立唐津商業高等学校
- 佐賀県立唐津工業高等学校
- 佐賀県立厳木高等学校

私立
- 早稲田佐賀高等学校

#### 中学校
県立
- 佐賀県立唐津東中学校

私立
- 早稲田佐賀中学校

上記2校はいずれも中高一貫教育を行う中学校である。
市立
市立中学校の名称は当初ナンバリングで統一され、第一から第五まで5校存在していたが、2020年（令和2年）時点で残るのは唐津市立第一中学校と唐津市立第五中学校の2校のみである。
- 第二中学校は西唐津中学校を分離後、佐志中学校に改称。
- 第三中学校は高島中学校に改称後、第五中学校に統合された。
- 第四中学校は統合により、高峰中学校となった。

#### 小学校
一部を除く市内全体で児童の減少が進んでおり、分校の廃校が順次進められている。

#### 特別支援学校
- 佐賀県立唐津特別支援学校

#### 児童自立支援施設
- 佐賀県立虹の松原学園

2007年（平成19年）4月1日に唐津市立浜崎小学校および唐津市立浜玉中学校の分校となった。

#### 自動車教習所
- 唐津自動車学校
- 虹の松原自動車学校

## 交通

### 空港
最寄り空港は佐賀空港および福岡空港。市内からの距離は両空港とも大差はない。しかし、JR筑肥線が福岡市地下鉄空港線へ直通運転を行っていることや、福岡市方面へ向かう西九州自動車道が市内を通っていることから利便性が高く、またそもそも発着便数がかなり多いという要因も重なり、福岡空港を利用する市民の方が多い。

### 鉄道

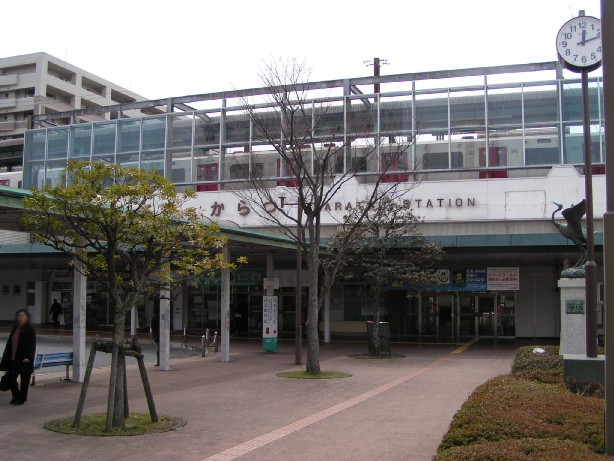
唐津駅

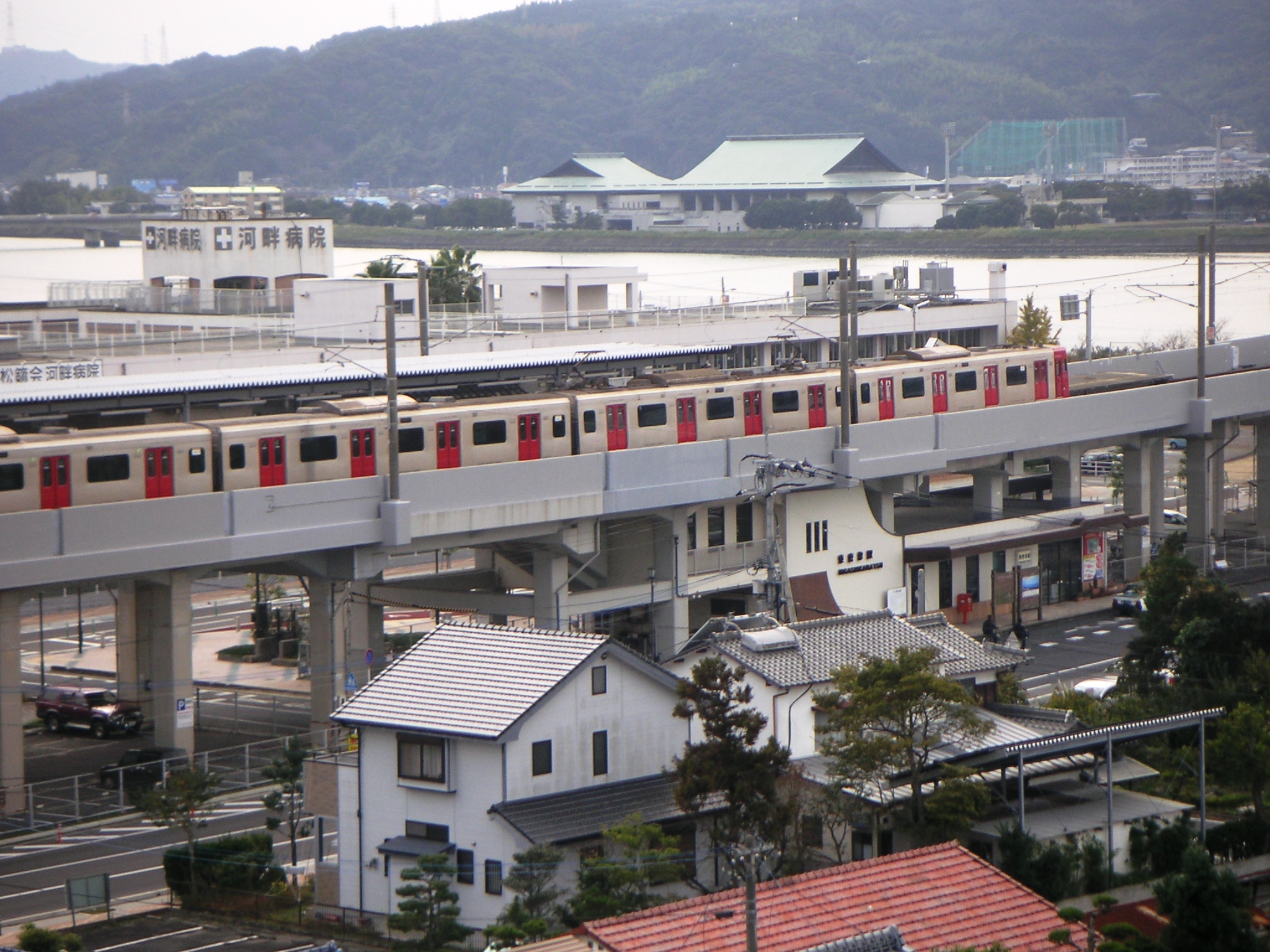
東唐津駅

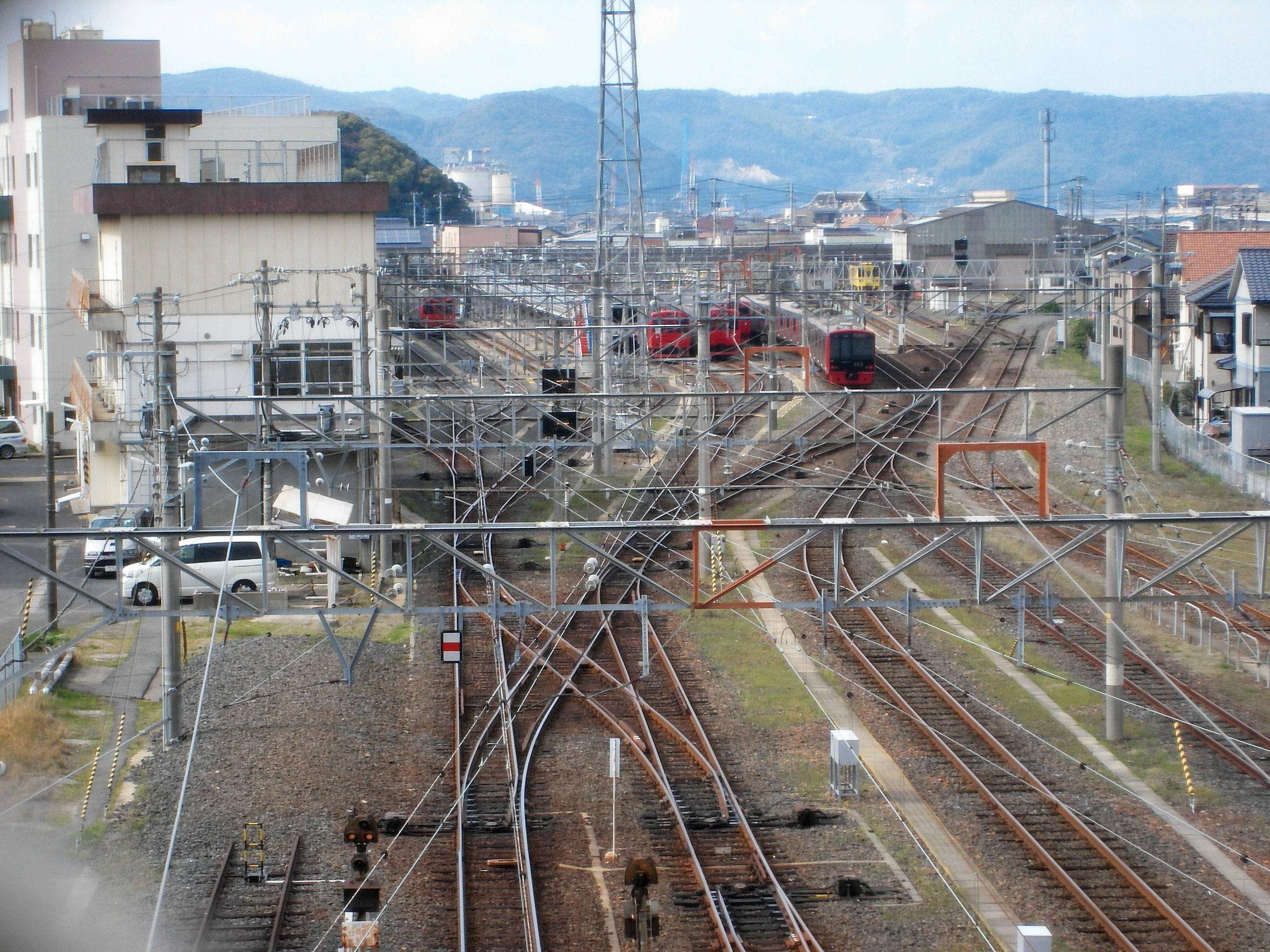
西唐津駅構内にある車両基地（唐津鉄道事業部）

2011年現在、唐津市内を通過する鉄道路線の速達列車は筑肥線に快速列車が平日4往復、土休日5往復あるのみで、各都市への移動は普通列車が主体となる。周辺各都市への所要時間は、唐津駅から佐賀駅までが唐津線普通列車で最速約1時間10分、唐津駅から天神駅までが筑肥線快速列車で最速約1時間、普通列車で約1時間20分となっている。
1983年（昭和58年）まで、博多駅と長崎駅を筑肥線・松浦線・佐世保線・大村線経由で結ぶ急行列車『平戸』が設定されていたが、筑肥線の部分廃止により運行区間が唐津駅 - 長崎駅間に短縮され、1988年（昭和63年）には松浦線が第三セクターの松浦鉄道に転換されたことにより当該列車は廃止され、唐津市内の線区から優等列車が消滅した。
- 中心駅：唐津駅

市の代表駅は唐津駅である。なお、かつては東唐津駅が実質的な市の代表駅であったが、高架化に伴い移転し、現在の主な利用者層は佐賀県立唐津東中学校・高等学校への通学者や病院への通院者などである。

#### 市内の路線・駅
九州旅客鉄道（JR九州）
- ■ 筑肥線（電化区間、（姪浜駅（福岡市）） - 浜崎駅 - 虹ノ松原駅 - 東唐津駅 - 和多田駅 - 唐津駅）

快速列車及び普通列車が運行されている。運行頻度はラッシュ時毎時3 - 5本、日中は毎時2本程度である。一部の列車は、車両基地のある西唐津を始発・終点としている。また、半数の列車（快速列車は全便）が福岡市地下鉄空港線（福岡市交通局）に直通する。残り半数の筑前前原で折り返す列車も、ほとんどが地下鉄直通列車と接続している。唐津市内ではラッシュ時間帯以外は閑散としている。通勤・通学で主に利用される。
- ■ 筑肥線（非電化区間、山本駅 - 肥前久保駅 - 西相知駅 - 佐里駅 - （伊万里駅））

普通列車のみの運行で、ラッシュ時日中問わず毎時1本未満（およそ3時間に2本）の運行である。すべての列車が、唐津線の西唐津・唐津を始発・終点としている。沿線は閑散としていて、伊万里方面への利用客のほかは、唐津市内の利用はあまり多くない。
- ■ 唐津線（（佐賀駅） - 厳木駅 - 岩屋駅 - 相知駅 - 本牟田部駅 - 山本駅 - 鬼塚駅 - 唐津駅 - 西唐津駅）

普通列車のみの運行で、ラッシュ時日中問わず毎時1 - 3本程度の運行である。西唐津と佐賀を結んでいる。沿線の高校生などが主に利用する。

#### 筑肥線の電化と新線開業
かつて筑肥線は、松浦川の広い河口への架橋が建設当時に技術的に不可能であったため、虹ノ松原駅から現在の線路より北側（海側）の松浦橋近くに存在した旧・東唐津駅でスイッチバックをして、松浦川の右岸を遡りながら松浦川を渡り山本駅で唐津線と接続し伊万里方面へと向かっていた。
当時から、唐津市の中心駅は中心街にある唐津駅とされていたが、当時の唐津駅は唐津線の中間駅に過ぎず、ターミナル駅の役割は列車本数・利用客とも最も多い筑肥線の旧・東唐津駅が担っていた。しかし、旧・東唐津駅は唐津市役所などのある中心街（松浦側左岸地区）から向かうには松浦川の橋を渡らねばならず、バスを利用するなどの手段が必要であったため、博多駅方面への鉄道利用は不便な状況が続いた。また、筑肥線と唐津線の接続は市街地から南に離れた山本駅に限られていたため、唐津市では中心駅の機能が唐津駅、旧・東唐津駅、山本駅の3駅に分散されていた。
これらの問題を解消し中心駅を唐津駅に一本化するため、1983年（昭和58年）の筑肥線の電化とあわせて呼子線の一部区間（虹ノ松原駅-唐津駅間）を先行して新規開業するとともに虹ノ松原駅-旧・東唐津駅-山本駅間が廃止され、唐津駅-山本駅間を唐津線と筑肥線の重複区間とした。これにより旧・東唐津駅の代替として新線上に現在の東唐津駅が設置された。なお、廃止された旧・東唐津駅の跡地は大和ハウス工業に売却され、後にアコー系のメルキュール佐賀唐津リゾートとなっている。
呼子線の残事業区間（西唐津駅以西区間）は工事が中断され、再開されることなく未成線となっている。また、唐津駅-山本駅間は1987年（昭和62年）の国鉄分割民営化と同時に再び唐津線のみの路線に戻り、筑肥線は分断された格好になった。

### 港湾・海上航路
市内には玄界灘や唐津湾に小さな島が点在し、それぞれの島民の生活の足として、多数の航路が運航されている。
港湾
- 唐津港（重要港湾）

明治から昭和初期にかけて国内屈指の貿易港および石炭積み出し港として繁栄した。現在も唐津港周辺（妙見町、大島地区）には広大な土地が再開発から取り残されており、かつての繁栄を窺うことができる。
- 呼子港

航路
- 唐津東港 - 壱岐（印通寺港）航路（九州郵船）

1日4往復の運航で、使用する船舶の愛称はエメラルドからつ。2007年（平成19年）までは呼子港（旧呼子町）から運航され、その名称も呼子・壱岐フェリーであった。
- 宝当桟橋（千代田町） - 高島（唐津市漁業協同組合高島支所）

1日6往復の運航。宝当神社で全国的に有名になった高島と、唐津市中心部とを結ぶ。
- 湊 - 神集島（唐津市漁業協同組合神集島支所・からつ丸）

1日9往復の運航。神集島と湊地区を結ぶ。
- 呼子 - 小川島（川口汽船）
- 呼子 - 加唐島（加唐島汽船）
- 呼子 - 松島（新栄）
- 呼子 - 名護屋 - 馬渡島（郵正丸）
- 星賀（旧肥前町） - 向島（向島丸）
- 星賀からは、長崎県松浦市の鷹島（日比港）への航路もあったが、2009年4月18日、鷹島肥前大橋の開通にともない、廃止された。

### バス

#### 一般路線バス

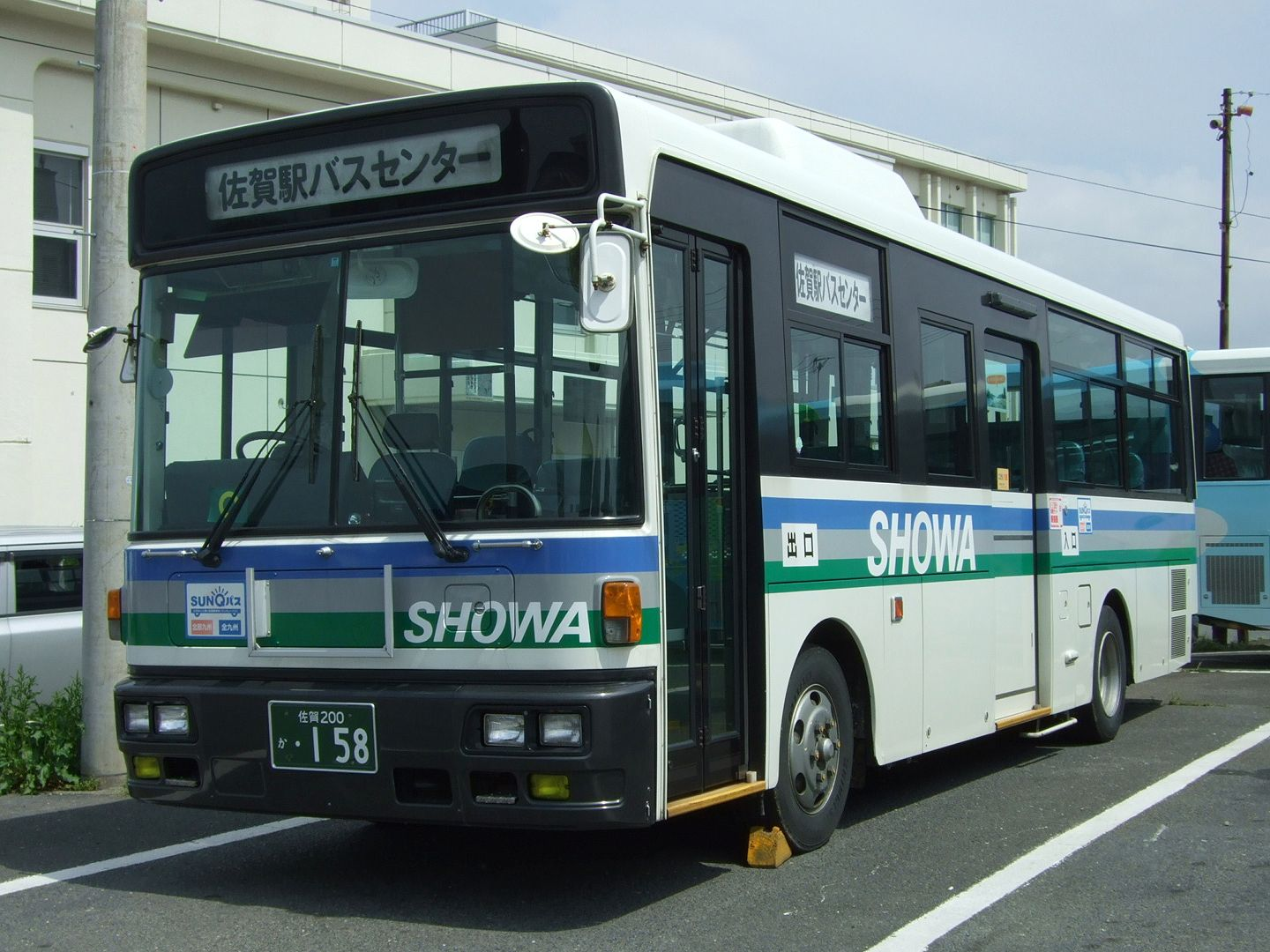
昭和自動車の一般路線バス（宝当桟橋にて）

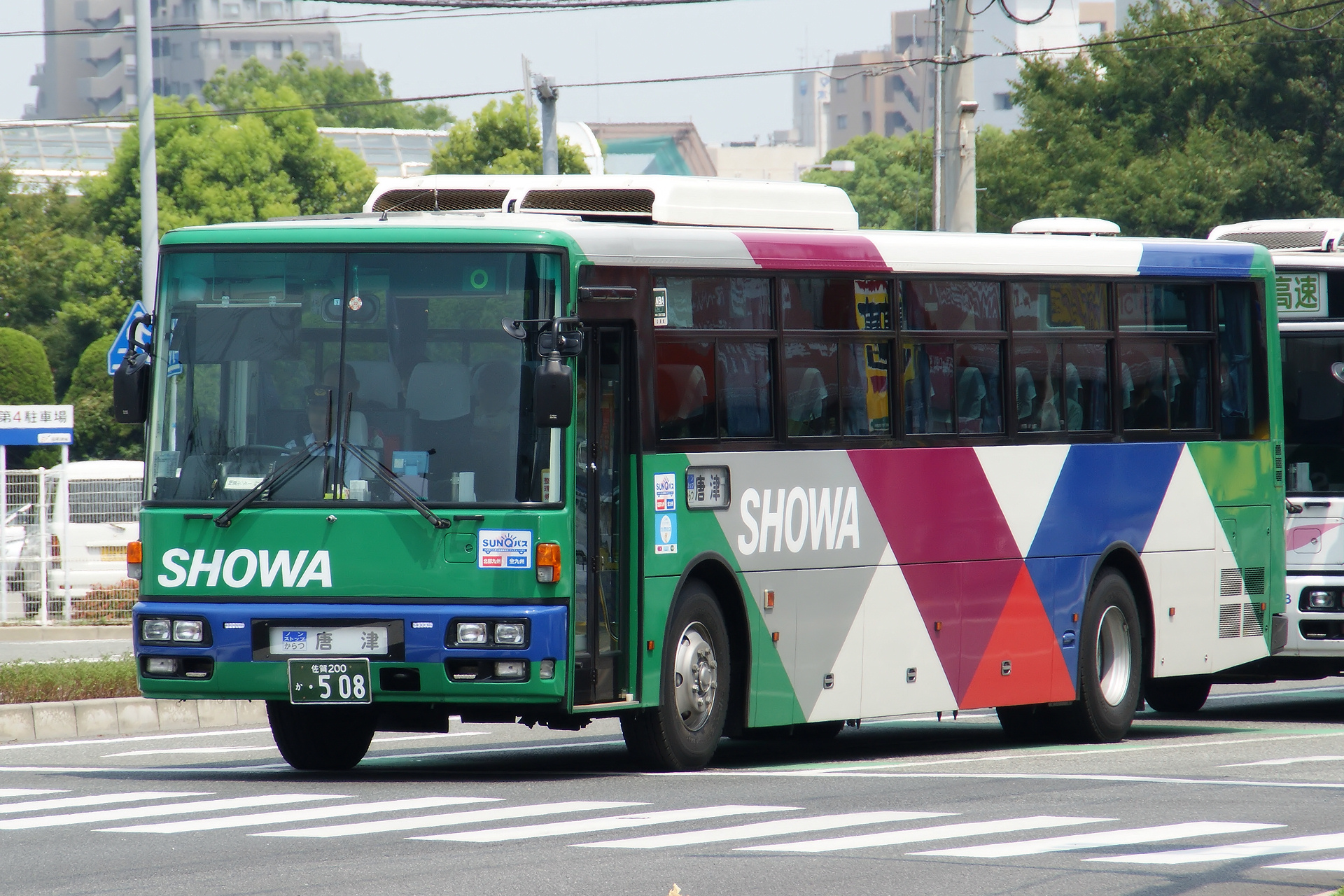
昭和自動車の特急バス（からつ号）

市内で一般路線バスを運行している業者は昭和自動車（昭和バス）のみである。市内の唐津大手口バスセンターを中心に、唐津市中心部と東松浦半島および周辺市町村への路線網が形成されている。一部の路線や便は昭和自動車タクシー事業部により乗合タクシーとして運行される。
- 唐津市内（2005年大合併以前からの旧唐津市域内）
- （旧）東松浦郡内（2005年大合併以前の旧東松浦郡内および玄海町内）
- コミュニティバス・乗合タクシー形態
  - 市内線（唐津市街地内）- からワンライン
  - チョイソコからつ - 相知・厳木・七山・浜玉・肥前・北波多・大良・旭ヶ丘地区
- 唐津市内 - 唐津市外（玄海町を除く）
  - 唐津市 - 多久市 - 小城市 - 佐賀市（大手口 - 山本 - 相知 - 厳木 - 多久 - 小城 - 佐賀駅バスセンター）
  - 唐津市 - 伊万里市（大手口 - 徳須恵 - 伊万里駅前）

#### 高速バス
以下の各路線が運行されている。かつては佐賀市との間を高速道路経由で結ぶ路線や、長崎市との間を結ぶ路線、京阪神方面への夜行高速バスなども運行されていたが、いずれも休止・廃止となり、現在は福岡市内を起終点とする路線のみとなっている。
※太字は唐津市内の発着地
| 愛称名        | 運行会社   | 運行区間                                                                                                 |
| ------------- | ---------- | --- |
| からつ号      | 昭和自動車 | 福岡空港国内線・博多BT・天神 - 横田下東・鏡山下・唐津市街地各地（大手口BCほか）                          |
| いまり号      | 昭和自動車 | 福岡空港国内線・博多BT・天神 - 横田下東・鏡山下 - 今組 - 唐津インター口 - 山本・北波多・伊万里市街地各地 |
| さつきhighway | さつき観光 | HEARTS BS博多 - おさかな村・東唐津駅・生駒 - 松浦市 - 平戸市                                             |

### 道路

#### 高速道路
高速自動車国道は市内には通っていない。
福岡市と唐津市などを結ぶ高速道路として西九州自動車道の整備が進められている。唐津IC以東は唐津道路として、唐津IC以西は唐津伊万里道路として供用されている。唐津道路に接続する二丈浜玉道路はかつての有料道路を無料化した区間であり、最高速度60 km/hの一般道路ではあるが区間内に交差点や信号機が一切ない構造となっている。西九州自動車道は唐津ICが市街地から離れているうえ、現状暫定2車線（最高速度 60-70 km/h）のため、福岡市と唐津市中心部の間を往来する場合は二丈鹿家ICで西九州自動車道に入らず国道202号唐津バイパスと二丈浜玉道路を通るルートのほうが短距離となる。
また、佐賀市と唐津市を結ぶ佐賀唐津道路の整備も進められている。相知長部田IC以南が供用開始されており、相知長部田IC - 牧瀬IC間は厳木バイパス（無料、交差点・信号機なし）、牧瀬IC以南は有料の厳木多久道路として供用されている。唐津IC - 相知長部田IC間は基本計画区間（未開業）となっている。
なお、唐津市内の道路で現在通行料金が発生するのは厳木多久道路のみであり、それ以外の区間はすべて無料で通行できる。
- E35 西九州自動車道
  - 唐津道路
    - 浜玉IC - 唐津IC

  - 唐津伊万里道路
    - 唐津IC - 唐津千々賀山田IC - 北波多IC

  - 二丈浜玉道路（かもめロード）
    - 渕上ランプ - 浜玉中前交差点 ※二丈浜玉道路のこれ以外の区間は一般道路
- 佐賀唐津道路
  - 厳木バイパス
    - 相知長部田IC - 岩屋IC - 浪瀬IC - 牧瀬IC/道の駅厳木

  - 厳木多久道路（ひまわりロード）
    - 牧瀬IC

#### 一般国道
- 国道202号
  - 二丈浜玉道路
- 国道203号
- 国道204号
- 国道323号
- 国道382号

#### 道の駅
- 厳木
- 桃山天下市

## 文化施設

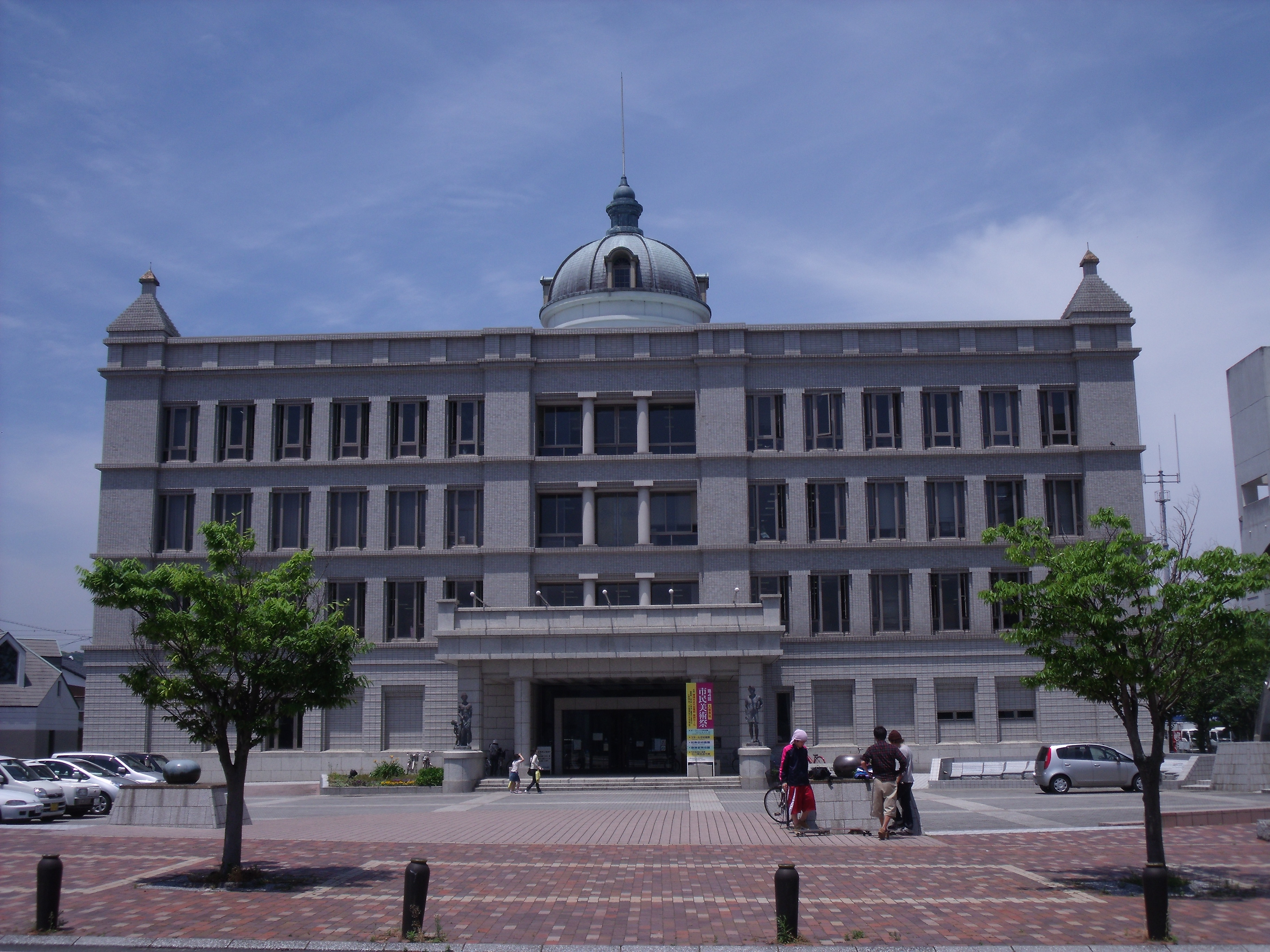
唐津市近代図書館

- 唐津市近代図書館
- 唐津市相知図書館
- 唐津市民会館[注釈 1]
- 古代の森会館
- 名護屋城博物館
- 末盧館

## スポーツ施設
- ボートレースからつ
- 体育の森公園内
  - 唐津市文化体育館
  - 唐津市陸上競技場
  - 唐津市野球場
  - 体育の森公園相撲場
- 松浦河畔公園内
  - 唐津市松浦河畔公園野球場
  - 唐津市松浦河畔公園ラグビー・サッカー場
  - 唐津市松浦河畔公園庭球場
- さが社会保健センター唐津
- 唐津市神田野球場
- 唐津市屋内プール
- 唐津市庭球場
- 肥前体育館
- 鎮西スポーツセンター

## 文化観光

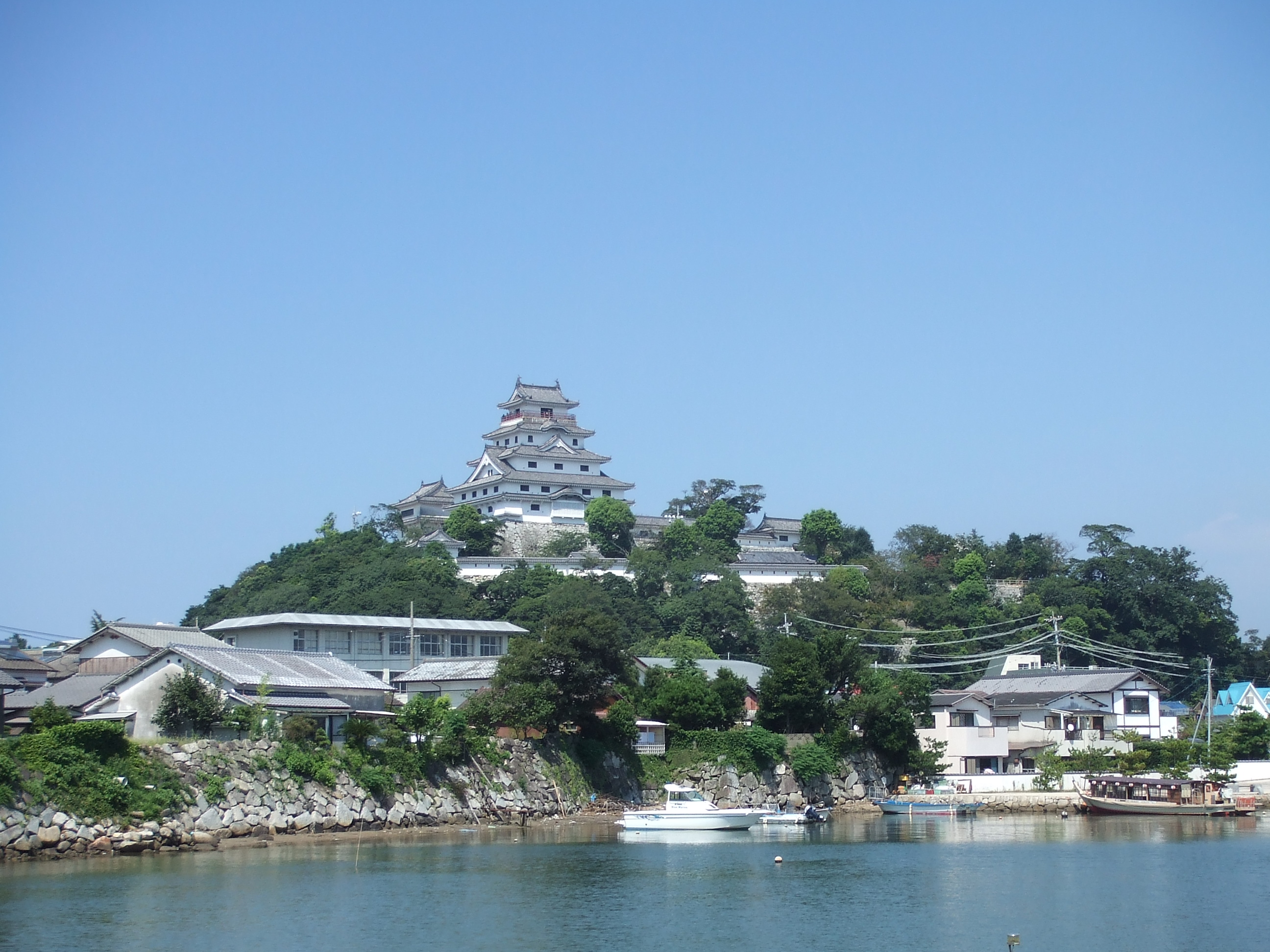
唐津城（2007年8月）

旧唐津銀行本店（2007年8月）

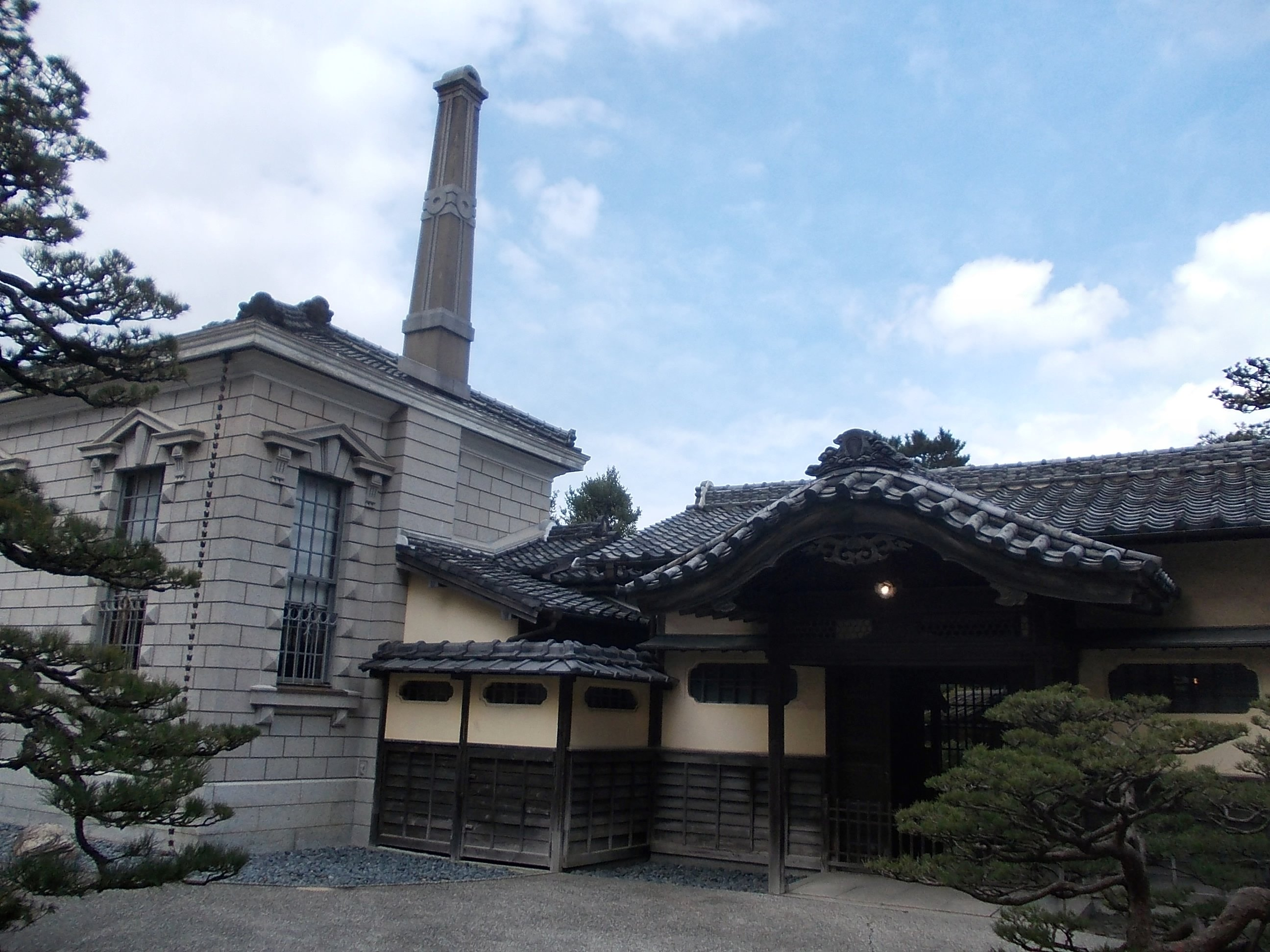
旧高取家住宅（2016年2月）

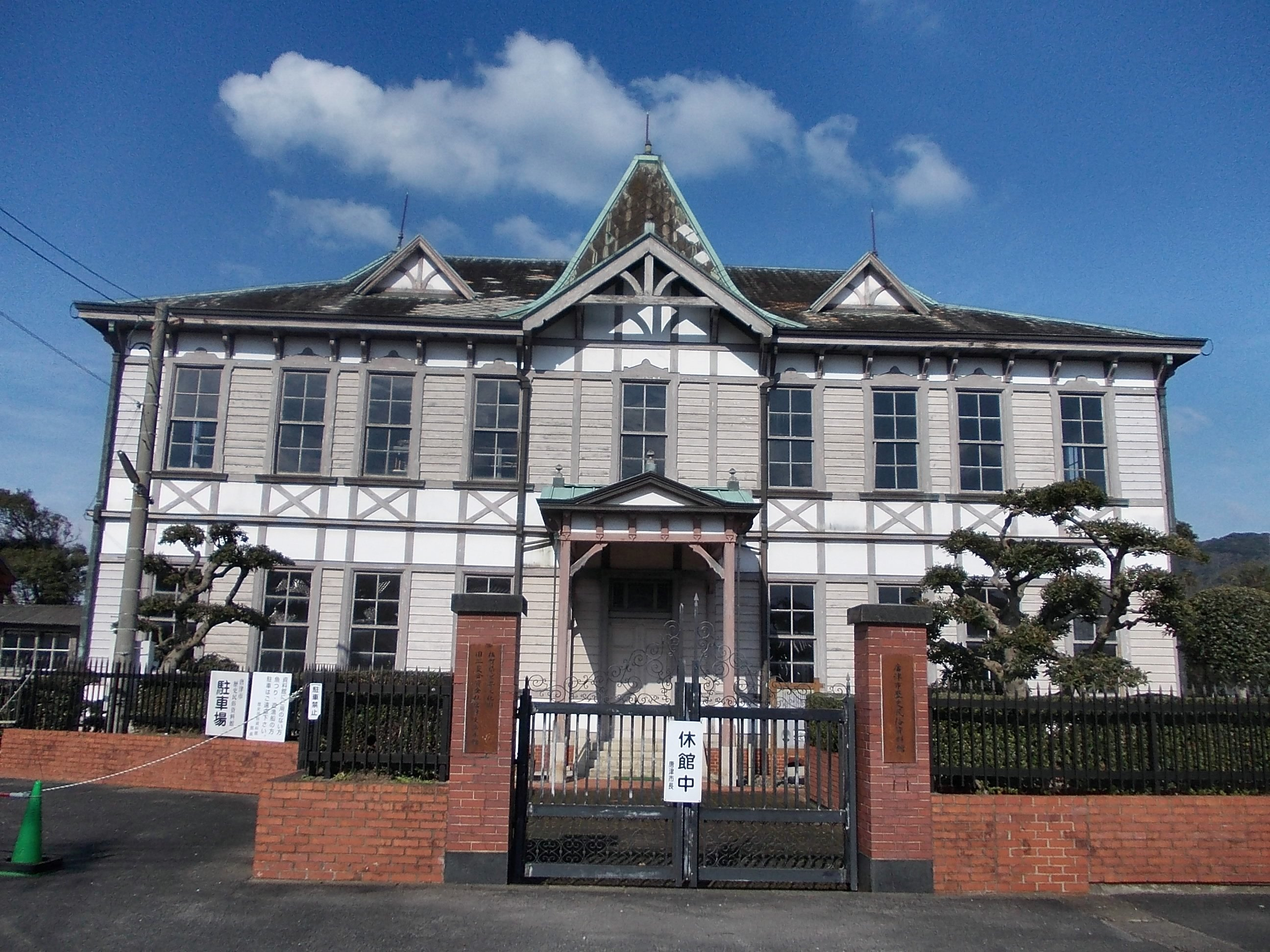
旧三菱合資会社唐津支店（2016年2月）

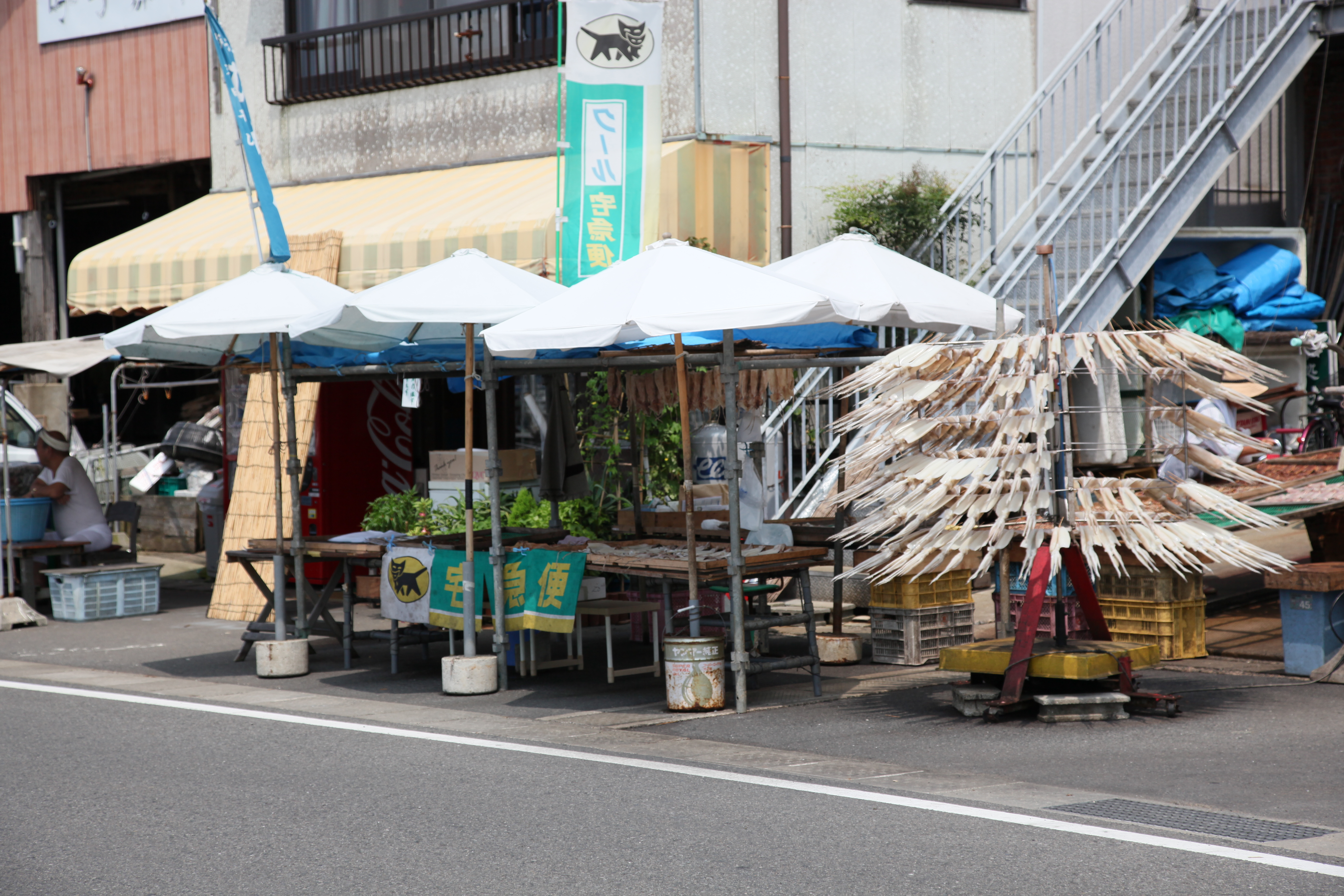
呼子朝市（2009年8月）

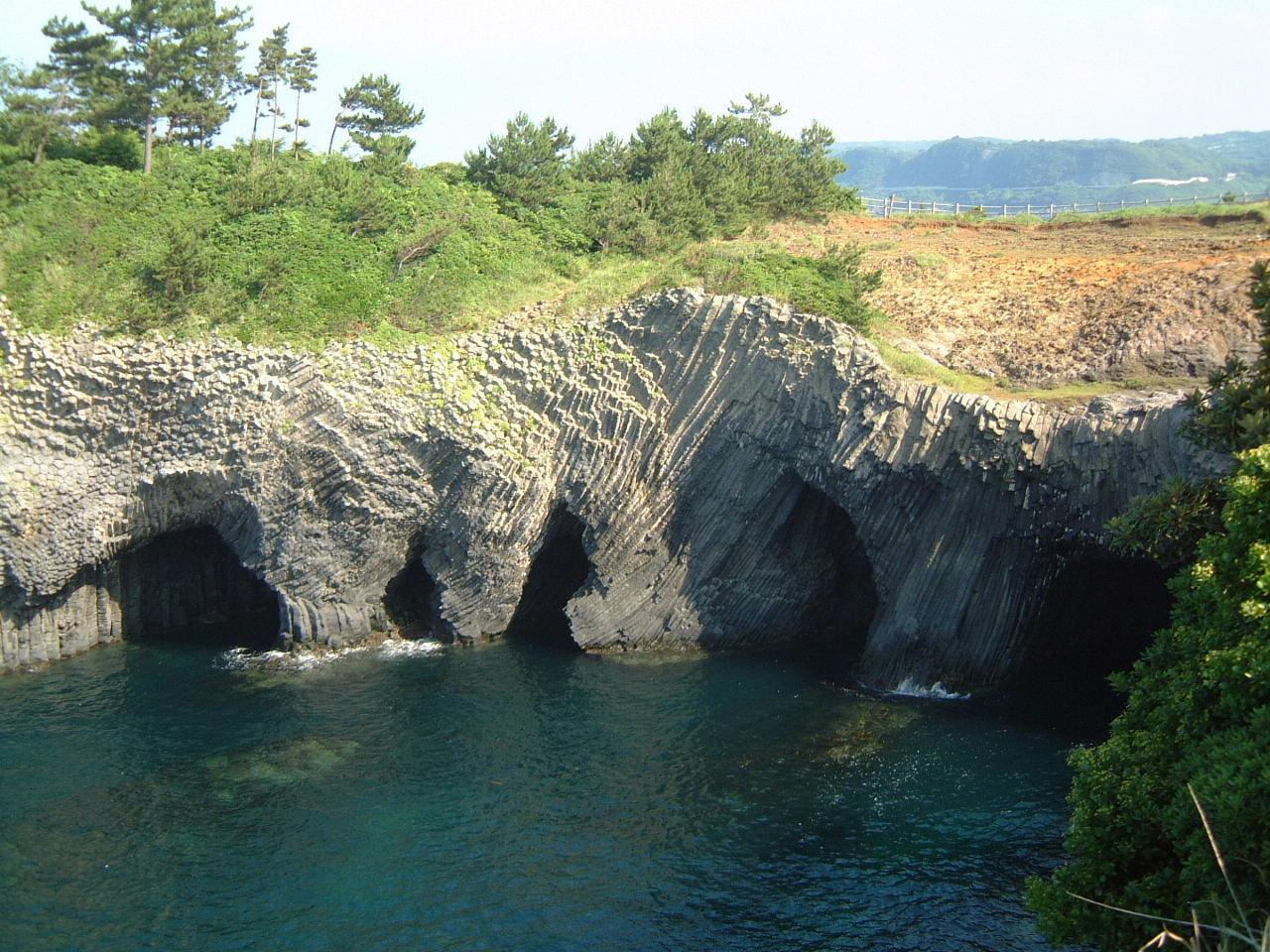
七つ釜

北部を日本海を望み、唐津港の湾奥には虹ノ松原と呼ばれる砂浜海岸があり、古代より大陸の唐（カラ：韓・唐）などへの玄関口（ツ：津・港）として唐の津と呼ばれ国際港として栄えた。古くから大陸との交易拠点であった松浦地方では、多くの歴史的な出来事が起こり、多彩な文化が発達した。特に16世紀終盤に松浦川河口付近に成立した城下町・唐津では商業が発達し、唐津くんちに代表される豪著で活気溢れる豊かな町人文化が育まれた。
唐津市は広大な面積を背景に多数の景勝地を有しているほか、古代から大陸の交易点であったことから、日本で初めて水耕稲作が行われた遺跡とされる菜畑遺跡をはじめ、豊臣秀吉が朝鮮出兵の際に拠点として東松浦半島先端部に築いた名護屋城など、多くの史跡も有している。

### 名所・名勝・旧跡・観光スポット
唐津市中心部
- 唐津城
- 旧高取家住宅（高取伊好邸）（国の重要文化財）
- 旧三菱合資会社唐津支店（佐賀県指定重要文化財、現唐津市歴史民俗資料館）
- 旧唐津銀行本店（佐賀県指定重要文化財[14]）
- 唐津焼総合展示場
- 旧大島邸
- 菜畑遺跡（国の史跡）
- 虹の松原（国の特別名勝、日本の道100選など）
- 唐津温泉
- 宝当神社

鏡・久里
- 鏡山
- 鏡神社
- 恵日寺
- 久里双水古墳

東松浦半島
- 立神岩
- 名護屋城跡（国の特別史跡）
- 屋形石の七ツ釜（国の天然記念物）
- 波戸岬
- いろは島（所属は長崎県松浦市）
- いろは島温泉
- 「にあんちゃん」の里 記念碑
- 田島神社 (名神大社、国幣中社、神社本庁の別表神社)
- 増田神社（日本で唯一の、警察官を祀った神社）

相知
- 岸岳城跡（佐賀県指定史跡）
- 見帰りの滝（日本の滝百選）
- 蕨野の棚田（重要文化的景観）
- 佐里温泉
- 医王寺

厳木
- 獅子ケ城跡
- 獅子王山妙法寺
- 室園神社の肥前鳥居
- きゅうらぎ温泉佐用姫の湯
- 環境芸術の森

浜玉・七山
- 七山温泉
- 観音の滝（日本の滝百選）
- 樫原湿原

### 直売所
- 唐津市ふるさと会館アルピノ（唐津駅前）
- 唐津うまかもん市場（久里）
- 久里おやさい村（久里）
- 道の駅厳木風のふるさと館（厳木町）
- 道の駅桃山天下市（鎮西町）
- マリンセンターおさかな村（浜玉町）

### 食文化
- いか料理
  - いかしゅうまい
- かんね餅
- 魚ロッケ
- けえらん
- 松露饅頭
- 松原おこし
- 松浦漬
- 相知高菜
- からつバーガー：唐津に昔からあるハンバーガーショップで販売しているハンバーガー。虹の松原に店を構えており現在創業50周年である。
- ツガニ飯 - 唐津市の玉島川で捕獲されたツガニを用いて炊き込んだもの[15]

### 主な選定
- 日本の渚百選：虹の松原、波戸岬海岸
- かおり風景100選：虹の松原潮のかおり
- 日本の道100選：虹の松原（佐賀県道347号虹の松原線）
- 日本の白砂青松100選：虹の松原
- 日本百景：唐津松浦潟
- 日本の音風景100選：唐津くんちの曳山囃子
- 美しい日本の歴史的風土100選：城下町唐津の街並み、虹の松原、蕨野の棚田
- 日本100名城：名護屋城
- 島の宝100景：高島、加唐島、松島 (佐賀県)
- 美しい日本のむら景観百選：呼子町（加部島）
- 未来に残したい漁業漁村の歴史文化財産百選：小川島鯨見張所
- 歴史の道百選：太閤道 - 唐津街道（神田 - 肥前名護屋城跡）
- 新・日本街路樹100景：虹の松原、東唐津久里線[16]。
- 遊歩百選：相知町蕨野地区の棚田
- 日本の棚田百選：相知町蕨野、肥前町大浦
- 森林浴の森100選：虹の松原、猪掘の滝
- 農山漁村の郷土料理百選：呼子イカの活きづくり
- ふるさとおにぎり百選：七山のかに飯
- 九州百名山：天山、作礼山
- 日本三大松原：虹の松原
- 日本三大くんち：唐津くんち
- 日本三大朝市：呼子朝市
- 魅力ある地方都市ランキング50（BRUTUS第681号）：第45位（佐賀県内の市町村で唯一のランクイン）

### 祭事

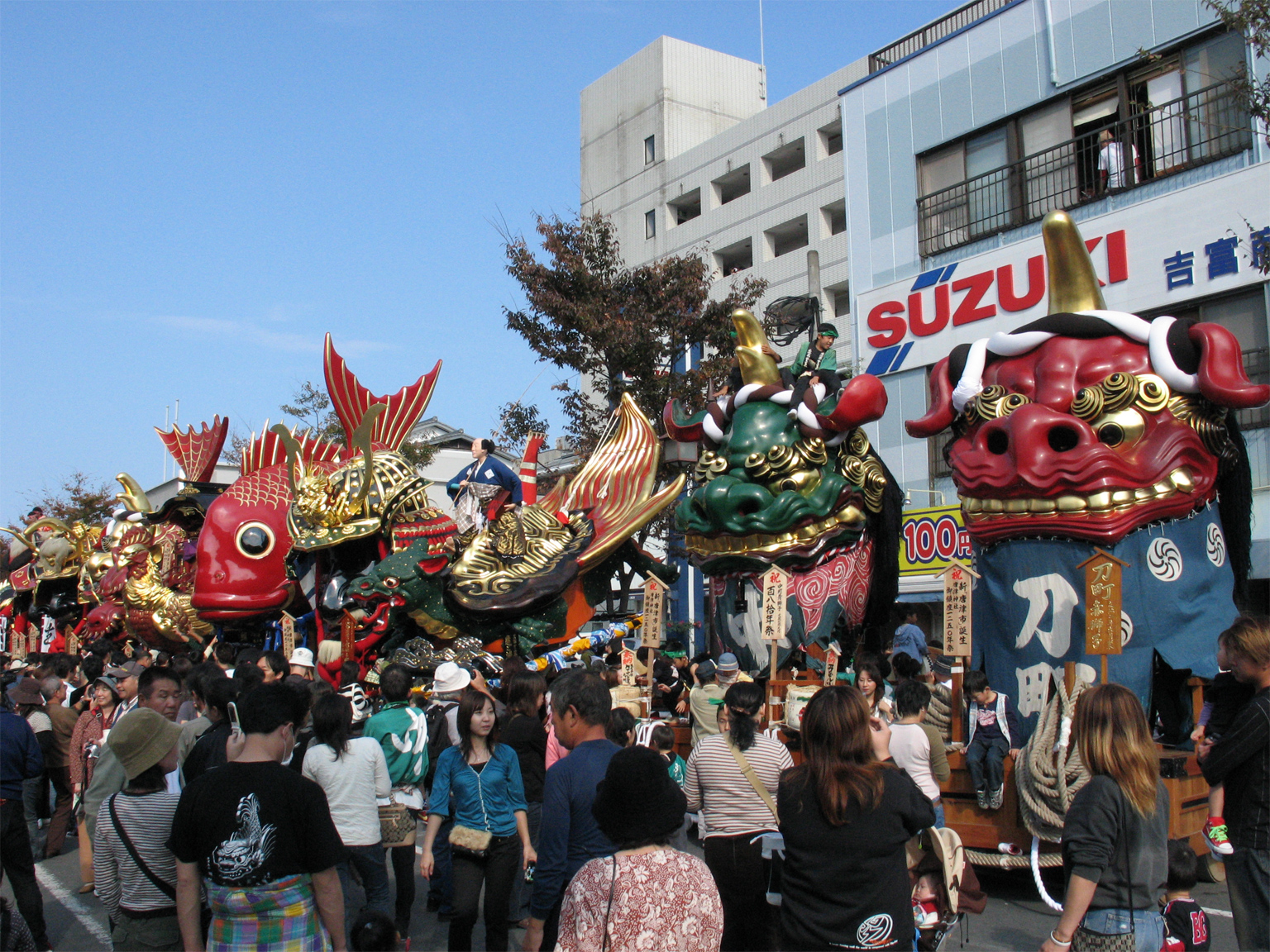
唐津駅前に並んだ曳山

夏には祇園祭、秋には浮立やくんちが市内各地で行われる。祇園祭やくんちには山笠が出る地区が多い。囃子に竹紙を貼る笛を使うのは全国的には珍しいが、唐津市内では多くの地区が竹紙を貼る笛を使っている。
唐津くんちは唐津市中心部で行われる、期間中50万人以上の観光客が訪れる唐津市内最大の祭りであるが、近年になって服装や山車に乗って采配を振るのをまねた地域があるぐらいで、行事の様式などの周囲への伝播は少ない。
- 呼子大綱引き（6月第1土曜・日曜）（国の重要無形民俗文化財）
- 小友祇園山笠（旧暦6月14・15日）
- 浜崎祇園山笠（7月第4土曜・日曜）
- 広瀬浮立（9月）（県の重要無形民俗文化財）
- 相知くんち（10月第3土曜・日曜）
- 星賀八幡神社秋祭り（星賀山笠）（10月下旬）
- 唐津くんち（11月2日 - 11月4日）（国の重要無形民俗文化財）
- いろは祭り（11月第2土曜・日曜）

### 催事
- 2月 - 唐津ジュニア音楽祭（公益財団法人唐津市文化事業団主催）
- 7月 - 九州花火大会
- 12月 - 唐津うまか博からつ鍋まつりが同時開催される（唐津市商工会議所主催）

### 映画館
- THEATER ENYA

かつては市内に東宝大劇や中央大劇といった映画館が複数存在したが1997年までにすべて閉館した。その後、2019年に唐津駅前の商店街内にミニシアターの「THEATER ENYA」が開館し、唐津市内に22年ぶりに映画館が開設された。
なお、これ以外の映画館を利用したい場合、福岡市内や佐賀市内にある映画館へ足を伸ばすこととなる。

### 方言
方言としては唐津弁があり、唐津城下町に伝わる代表的民話『勘右衛話』（かんねばなし）にその特徴を見出すことができる。
ただ、高度経済成長期以降テレビ・ラジオの普及で標準語の影響を受け、唐津弁がそのまま使用される機会は減ってきている。

## 唐津市を舞台にした作品
テレビ
- 信子とおばあちゃん（1969年）NHK連続テレビ小説
- 走れ!ケー100（1973年）TBS
- ナショナルゴールデン劇場 渡された場面（1978年）テレビ朝日
- 木曜ゴールデンドラマ 女たちの他国 愛と炎の山河（1980年）読売テレビ
- 火曜サスペンス劇場 浅見光彦ミステリー 唐津・佐用姫伝説殺人事件 （1989年）日本テレビ
- 火曜サスペンス劇場 小京都ミステリー 飛騨高山連続殺人事件　丹波篠山、佐賀唐津、陶芸の里に悲しみと野望の炎が妖しく燃える（1990年）日本テレビ
- さすらい刑事旅情編 連続殺人!? 故郷唐津の祭りに帰った女（1990年）テレビ朝日
- 土曜ワイド劇場 松本清張作家活動40年記念 霧の旗   獄死した兄は真犯人じゃない！女の肉体を賭けた復讐の旅立ち（1991年）テレビ朝日
- 土曜ワイド劇場 牟田刑事官スペシャル  横浜－九州唐津殺意の縦断ルート！　殺人者Ｍの野望…（1993年）テレビ朝日
- 火曜サスペンス劇場 弁護士・高林鮎子 霧の旅・唐津の殺人～殺人現場に故意に残された前科ある女の指紋～（1995年）日本テレビ
- 火曜サスペンス劇場 小京都ミステリー 肥前蛍の里殺人事件（1996年）日本テレビ
- 金曜エンタテイメント 内田康夫サスペンス　浅見光彦シリーズ 唐津佐用姫伝説殺人事件　佐賀伊万里、運命に翻弄される兄妹の許されぬ悲恋！死体に残された黄砂の謎…（1996年）フジテレビ
- 土曜ワイド劇場 ラーメン刑事「龍」の殺人推理 博多～唐津～呼子港、殺意の銃口！　壊された黒田武士人形と博多献上帯の謎（2002年）テレビ朝日
- 女と愛とミステリー 夏樹静子サスペンス 喪失－ある殺意のゆくえ－ Ｖ局連続殺人事件！博多～阿蘇～唐津…水死体は私の身代わり？美人記者巡る24時間完全犯罪の罠（2002年）テレビ東京
- 火曜サスペンス劇場 取調室 未亡人が暴く仮面夫婦の18年間　死者からの着信記録と強盗犯発生で勾留8日で取調べ中止（2003年）日本テレビ
- はぐれ刑事純情派 新春スペシャル　東京～九州・唐津、玄界灘に消えた男と女　デパ地下グルメ完全犯罪を暴け！安浦刑事の国定忠治＆石川五右衛門VS連続殺人トリックの巨悪！（2005年）テレビ朝日
- 月曜ミステリー劇場 山村美紗サスペンス 京舞妓殺人事件　京菓子職人の惨殺事件に祇園・美人女将の名推理が挑む！事件の鍵を握る舟芸者…鶴の舞に秘められた貧しき過去とは？（2005年）TBS
- 水曜ミステリー9 松本清張特別企画 渡された場面  九州唐津の仲居失踪事件と四国松山の未亡人強盗殺人～２つの事件を結ぶ恐ろしい偶然！刑事が見た恋人達の最期（2005年）テレビ東京
- 土曜ワイド劇場 和菓子連続殺人事件 佐賀～唐津～伊万里、花婿に逃げられた花嫁・幻の砂糖「唐三盆」は殺意の隠し味！（2008年）テレビ朝日
- 月曜ゴールデン 女取調官 嬉野温泉・唐津・長崎殺人ルート（2011年）TBS
- 月曜ゴールデン 女取調官 東京～佐賀・玄界灘　同時殺人の謎-県警水木庄子VSしたたかな美人社長　拘留期限はあと10日!!鉄壁のアリバイに秘めたのは愛か名誉か!?（2012年）TBS
- 土曜ワイド劇場 終着駅の牛尾刑事VS事件記者冴子 悪の器（2012年）テレビ朝日

映画
- にあんちゃん（1959年）日活

安本末子の日記を原作とする映画
- 男はつらいよ 寅次郎子守唄（1974年）松竹
- トラック野郎・男一匹桃次郎（1977年）東映
- 神様のくれた赤ん坊（1979年）松竹
- Blue Symphony ジャック・マイヨールの愛した海（2008年）
- 春よこい（2008年）東映
- 花筐/HANAGATAMI（2017年）

アニメ
- RD 潜脳調査室（2008年）

主要登場人物の一人である波留真理の出身地が唐津であると作中で言及されており、21世紀初頭の唐津市と思われる場所の描写がある。
- ユーリ!!! on ICE（2016年）

作内では「長谷津町」となっているが、風景や設定などは唐津がモデル。
- ゾンビランドサガ (2018年)

音楽
- 呼子舟唄（山口瑠美）
- 初恋の人は（デューク・エイセスにほんのうたシリーズ「佐賀県」　作詞：永六輔 作曲：いずみたく）
- 相知音頭（村田英雄）　相知地区では、毎年、盆踊りの時に歌われている。レコードが1000枚生産されている。

小説
- 刑事―唐津・虹ノ松原殺人事件（中村光至）徳間書店、1984年。
- 渡された場面（松本清張）

特に作品前半は呼子町をモデルとして描かれている。3度テレビドラマ化され、唐津市内でロケが行われた。
- 佐用姫伝説殺人事件（内田康夫）
- 霧の旅 唐津の殺人(津村秀介)

「火曜サスペンス劇場」の「弁護士・高林鮎子」シリーズでテレビドラマ化され、唐津市内でロケが行われた。

## 出身有名人
★は故人
政治・経済・産業
- 井川幸広（実業家、サガン鳥栖を運営するサガンドリームス代表取締役会長）
- 岩本初恵（経営者、株式会社愛しとーと代表取締役）
- 岡崎万寿秀（政治家）
- 奥村五百子（女性運動家、幕末 - 明治期に活躍）★
- 加藤慶也（実業家、KARATSU LEO BLACKSを運営する株式会社マッシヴドライヴ 会長）
- 草場猪之吉（実業家、唐津鉄道（唐津興業鉄道）の発起人、北九州鉄道（現・九州旅客鉄道筑肥線）の初代社長★
- 熊本典道（元裁判官、元弁護士）★
- 古賀義根（技術者、東陶機器（現TOTO）代表取締役社長、九州経済連合会副会長）★
- 曽禰達蔵（建築家）★
- 辰野金吾（建築家）★
- 広津素子（政治家）
- 古川康（政治家）
- 保利茂 （政治家、吉田茂内閣の官房長官、衆議院議長）★
- 村野籐吾（建築家）★
- 水野忠邦 （大老）★
- 山下雄平（政治家）
- 吉田嘉明（実業家、DHC代表取締役会長）

スポーツ
- 池田隆英（プロ野球選手）
- 緒方修（プロ野球選手）
- 小田逸稀（プロサッカー選手）
- 唐津海誠二（大相撲力士）
- 北方悠誠（プロ野球選手）
- 木塚忠助（プロ野球選手）★
- 嘉村健士（バドミントン選手、トナミ運輸所属）
- 小玉佐知子（バレーボール選手）
- 坂本勇人（プロ野球選手） ※内野手の坂本勇人とは別人
- 重由美子（ヨット選手）★
- 千々岩利幸（プロバスケットボール選手、bjリーグ・ライジング福岡所属）
- 野崎広大（プロレスラー）
- 久富賢（プロサッカー選手）
- 藤井将雄（プロ野球選手）★
- 峰竜太（競艇選手）
- 山田康二（峰竜太の1番弟子、競艇選手）
- 上野真之介（峰竜太の弟子、競艇選手）

（山田康二と上野真之介は同期）
- 宮﨑敏郎（プロ野球選手）
- 宮﨑祐樹（プロ野球選手）
- 安河内将（高校野球・大学野球選手、競艇選手）
- 安河内健（安河内将の弟、競艇選手）
- 山口和雄（プロ野球選手）
- 吉川輝昭（プロ野球選手）

文化・芸能
- 青木光一（歌手）
- 青木はるみ（歌手）★
- 秋玲二（漫画家）、（画家）[18] ★
- 鷲尾伶菜（Flower・E-girls）
- 板井典夫（フードスタイリスト）
- 井手俊郎（脚本家）★
- 岩部彰（お笑い芸人・ミサイルマン）
- カノエラナ（歌手）
- がんばれ!Victory（バンド） メンバー全員(あやき、れな、まゆこ、しのぶ、みなみ)が唐津市出身
- 北方謙三（著作家）
- 幸栄（タレント）
- 佐藤和哉（篠笛奏者）
- 田久保諭（琉球放送アナウンサー）
- 田久保尚英（テレビ西日本アナウンサー）
- 田代まさし（タレント・歌手、出生）
- たんこぶちん（バンド）  メンバー全員(MADOKA、YURI、NODOKA、CHIHARU、HONOKA)が唐津市出身
- テレニン晃子（闘病記著者）★
- 中里重利（陶芸家）★
- 中里隆（陶芸家）
- 13代中里太郎右衛門（陶芸家）★
- 中里無庵（陶芸家）★
- 中島潔（画家）
- 中島淳一（画家、劇団エーテル主宰）
- 成田アキラ （漫画家）[19]
- 西尾芳彦（作曲家、音楽プロデューサー）
- 西方裕之（歌手）
- 西村純二（アニメーション演出家、true tearsなど監督）
- 樋口尚文（映画評論家、CMクリエーター）
- 村田英雄（歌手）★
- 山下惣一（著作家）
- やまだないと （漫画家）[20]

歴史の人物
- 石崎嘉兵衛（唐津くんち赤獅子生みの親、町人）
- 幡随院長兵衛（侠客、町人）
- 武寧王(百済の第25代の王)

軍人
- 市丸利之助 （海軍中将、硫黄島の戦いで戦死）★